# 1893
Portal Geschichte | Portal Biografien | Aktuelle Ereignisse | Jahreskalender | Tagesartikel

◄ |
18. Jahrhundert |
19. Jahrhundert
| 20. Jahrhundert | ►

◄ |
1860er |
1870er |
1880er |
1890er
| 1900er | 1910er | 1920er | ►

◄◄ |
◄ |
1889 |
1890 |
1891 |
1892 |
1893
| 1894 | 1895 | 1896 | 1897 | ► | ►►
Staatsoberhäupter · Wahlen · Nekrolog · Kunstjahr · Literaturjahr · Musikjahr · Filmjahr  · Sportjahr
| Januar | Januar | Januar | Januar | Januar | Januar | Januar | Januar |
| Kw     | Mo     | Di     | Mi     | Do     | Fr     | Sa     | So     |
| ------ | ------ | ------ | ------ | ------ | ------ | ------ | ------ |
| 52     |        |        |        |        |        |        | 1      |
| 1      | 2      | 3      | 4      | 5      | 6      | 7      | 8      |
| 2      | 9      | 10     | 11     | 12     | 13     | 14     | 15     |
| 3      | 16     | 17     | 18     | 19     | 20     | 21     | 22     |
| 4      | 23     | 24     | 25     | 26     | 27     | 28     | 29     |
| 5      | 30     | 31     |        |        |        |        |        |

| Februar | Februar | Februar | Februar | Februar | Februar | Februar | Februar |
| Kw      | Mo      | Di      | Mi      | Do      | Fr      | Sa      | So      |
| ------- | ------- | ------- | ------- | ------- | ------- | ------- | ------- |
| 5       |         |         | 1       | 2       | 3       | 4       | 5       |
| 6       | 6       | 7       | 8       | 9       | 10      | 11      | 12      |
| 7       | 13      | 14      | 15      | 16      | 17      | 18      | 19      |
| 8       | 20      | 21      | 22      | 23      | 24      | 25      | 26      |
| 9       | 27      | 28      |         |         |         |         |         |

| März | März | März | März | März | März | März | März |
| Kw   | Mo   | Di   | Mi   | Do   | Fr   | Sa   | So   |
| ---- | ---- | ---- | ---- | ---- | ---- | ---- | ---- |
| 9    |      |      | 1    | 2    | 3    | 4    | 5    |
| 10   | 6    | 7    | 8    | 9    | 10   | 11   | 12   |
| 11   | 13   | 14   | 15   | 16   | 17   | 18   | 19   |
| 12   | 20   | 21   | 22   | 23   | 24   | 25   | 26   |
| 13   | 27   | 28   | 29   | 30   | 31   |      |      |

| April | April | April | April | April | April | April | April |
| Kw    | Mo    | Di    | Mi    | Do    | Fr    | Sa    | So    |
| ----- | ----- | ----- | ----- | ----- | ----- | ----- | ----- |
| 13    |       |       |       |       |       | 1     | 2     |
| 14    | 3     | 4     | 5     | 6     | 7     | 8     | 9     |
| 15    | 10    | 11    | 12    | 13    | 14    | 15    | 16    |
| 16    | 17    | 18    | 19    | 20    | 21    | 22    | 23    |
| 17    | 24    | 25    | 26    | 27    | 28    | 29    | 30    |

| Mai | Mai | Mai | Mai | Mai | Mai | Mai | Mai |
| Kw  | Mo  | Di  | Mi  | Do  | Fr  | Sa  | So  |
| --- | --- | --- | --- | --- | --- | --- | --- |
| 18  | 1   | 2   | 3   | 4   | 5   | 6   | 7   |
| 19  | 8   | 9   | 10  | 11  | 12  | 13  | 14  |
| 20  | 15  | 16  | 17  | 18  | 19  | 20  | 21  |
| 21  | 22  | 23  | 24  | 25  | 26  | 27  | 28  |
| 22  | 29  | 30  | 31  |     |     |     |     |

| Juni | Juni | Juni | Juni | Juni | Juni | Juni | Juni |
| Kw   | Mo   | Di   | Mi   | Do   | Fr   | Sa   | So   |
| ---- | ---- | ---- | ---- | ---- | ---- | ---- | ---- |
| 22   |      |      |      | 1    | 2    | 3    | 4    |
| 23   | 5    | 6    | 7    | 8    | 9    | 10   | 11   |
| 24   | 12   | 13   | 14   | 15   | 16   | 17   | 18   |
| 25   | 19   | 20   | 21   | 22   | 23   | 24   | 25   |
| 26   | 26   | 27   | 28   | 29   | 30   |      |      |

| Juli | Juli | Juli | Juli | Juli | Juli | Juli | Juli |
| Kw   | Mo   | Di   | Mi   | Do   | Fr   | Sa   | So   |
| ---- | ---- | ---- | ---- | ---- | ---- | ---- | ---- |
| 26   |      |      |      |      |      | 1    | 2    |
| 27   | 3    | 4    | 5    | 6    | 7    | 8    | 9    |
| 28   | 10   | 11   | 12   | 13   | 14   | 15   | 16   |
| 29   | 17   | 18   | 19   | 20   | 21   | 22   | 23   |
| 30   | 24   | 25   | 26   | 27   | 28   | 29   | 30   |
| 31   | 31   |      |      |      |      |      |      |

| August | August | August | August | August | August | August | August |
| Kw     | Mo     | Di     | Mi     | Do     | Fr     | Sa     | So     |
| ------ | ------ | ------ | ------ | ------ | ------ | ------ | ------ |
| 31     |        | 1      | 2      | 3      | 4      | 5      | 6      |
| 32     | 7      | 8      | 9      | 10     | 11     | 12     | 13     |
| 33     | 14     | 15     | 16     | 17     | 18     | 19     | 20     |
| 34     | 21     | 22     | 23     | 24     | 25     | 26     | 27     |
| 35     | 28     | 29     | 30     | 31     |        |        |        |

| September | September | September | September | September | September | September | September |
| Kw        | Mo        | Di        | Mi        | Do        | Fr        | Sa        | So        |
| --------- | --------- | --------- | --------- | --------- | --------- | --------- | --------- |
| 35        |           |           |           |           | 1         | 2         | 3         |
| 36        | 4         | 5         | 6         | 7         | 8         | 9         | 10        |
| 37        | 11        | 12        | 13        | 14        | 15        | 16        | 17        |
| 38        | 18        | 19        | 20        | 21        | 22        | 23        | 24        |
| 39        | 25        | 26        | 27        | 28        | 29        | 30        |           |

| Oktober | Oktober | Oktober | Oktober | Oktober | Oktober | Oktober | Oktober |
| Kw      | Mo      | Di      | Mi      | Do      | Fr      | Sa      | So      |
| ------- | ------- | ------- | ------- | ------- | ------- | ------- | ------- |
| 39      |         |         |         |         |         |         | 1       |
| 40      | 2       | 3       | 4       | 5       | 6       | 7       | 8       |
| 41      | 9       | 10      | 11      | 12      | 13      | 14      | 15      |
| 42      | 16      | 17      | 18      | 19      | 20      | 21      | 22      |
| 43      | 23      | 24      | 25      | 26      | 27      | 28      | 29      |
| 44      | 30      | 31      |         |         |         |         |         |

| November | November | November | November | November | November | November | November |
| Kw       | Mo       | Di       | Mi       | Do       | Fr       | Sa       | So       |
| -------- | -------- | -------- | -------- | -------- | -------- | -------- | -------- |
| 44       |          |          | 1        | 2        | 3        | 4        | 5        |
| 45       | 6        | 7        | 8        | 9        | 10       | 11       | 12       |
| 46       | 13       | 14       | 15       | 16       | 17       | 18       | 19       |
| 47       | 20       | 21       | 22       | 23       | 24       | 25       | 26       |
| 48       | 27       | 28       | 29       | 30       |          |          |          |

| Dezember | Dezember | Dezember | Dezember | Dezember | Dezember | Dezember | Dezember |
| Kw       | Mo       | Di       | Mi       | Do       | Fr       | Sa       | So       |
| -------- | -------- | -------- | -------- | -------- | -------- | -------- | -------- |
| 48       |          |          |          |          | 1        | 2        | 3        |
| 49       | 4        | 5        | 6        | 7        | 8        | 9        | 10       |
| 50       | 11       | 12       | 13       | 14       | 15       | 16       | 17       |
| 51       | 18       | 19       | 20       | 21       | 22       | 23       | 24       |
| 52       | 25       | 26       | 27       | 28       | 29       | 30       | 31       |

| Januar | Januar | Januar | Januar | Januar | Januar | Januar | Januar |
| Kw     | Mo     | Di     | Mi     | Do     | Fr     | Sa     | So     |
| ------ | ------ | ------ | ------ | ------ | ------ | ------ | ------ |
| 52     |        |        |        |        |        |        | 1      |
| 1      | 2      | 3      | 4      | 5      | 6      | 7      | 8      |
| 2      | 9      | 10     | 11     | 12     | 13     | 14     | 15     |
| 3      | 16     | 17     | 18     | 19     | 20     | 21     | 22     |
| 4      | 23     | 24     | 25     | 26     | 27     | 28     | 29     |
| 5      | 30     | 31     |        |        |        |        |        |

| Februar | Februar | Februar | Februar | Februar | Februar | Februar | Februar |
| Kw      | Mo      | Di      | Mi      | Do      | Fr      | Sa      | So      |
| ------- | ------- | ------- | ------- | ------- | ------- | ------- | ------- |
| 5       |         |         | 1       | 2       | 3       | 4       | 5       |
| 6       | 6       | 7       | 8       | 9       | 10      | 11      | 12      |
| 7       | 13      | 14      | 15      | 16      | 17      | 18      | 19      |
| 8       | 20      | 21      | 22      | 23      | 24      | 25      | 26      |
| 9       | 27      | 28      |         |         |         |         |         |

| März | März | März | März | März | März | März | März |
| Kw   | Mo   | Di   | Mi   | Do   | Fr   | Sa   | So   |
| ---- | ---- | ---- | ---- | ---- | ---- | ---- | ---- |
| 9    |      |      | 1    | 2    | 3    | 4    | 5    |
| 10   | 6    | 7    | 8    | 9    | 10   | 11   | 12   |
| 11   | 13   | 14   | 15   | 16   | 17   | 18   | 19   |
| 12   | 20   | 21   | 22   | 23   | 24   | 25   | 26   |
| 13   | 27   | 28   | 29   | 30   | 31   |      |      |

| April | April | April | April | April | April | April | April |
| Kw    | Mo    | Di    | Mi    | Do    | Fr    | Sa    | So    |
| ----- | ----- | ----- | ----- | ----- | ----- | ----- | ----- |
| 13    |       |       |       |       |       | 1     | 2     |
| 14    | 3     | 4     | 5     | 6     | 7     | 8     | 9     |
| 15    | 10    | 11    | 12    | 13    | 14    | 15    | 16    |
| 16    | 17    | 18    | 19    | 20    | 21    | 22    | 23    |
| 17    | 24    | 25    | 26    | 27    | 28    | 29    | 30    |

| Mai | Mai | Mai | Mai | Mai | Mai | Mai | Mai |
| Kw  | Mo  | Di  | Mi  | Do  | Fr  | Sa  | So  |
| --- | --- | --- | --- | --- | --- | --- | --- |
| 18  | 1   | 2   | 3   | 4   | 5   | 6   | 7   |
| 19  | 8   | 9   | 10  | 11  | 12  | 13  | 14  |
| 20  | 15  | 16  | 17  | 18  | 19  | 20  | 21  |
| 21  | 22  | 23  | 24  | 25  | 26  | 27  | 28  |
| 22  | 29  | 30  | 31  |     |     |     |     |

| Juni | Juni | Juni | Juni | Juni | Juni | Juni | Juni |
| Kw   | Mo   | Di   | Mi   | Do   | Fr   | Sa   | So   |
| ---- | ---- | ---- | ---- | ---- | ---- | ---- | ---- |
| 22   |      |      |      | 1    | 2    | 3    | 4    |
| 23   | 5    | 6    | 7    | 8    | 9    | 10   | 11   |
| 24   | 12   | 13   | 14   | 15   | 16   | 17   | 18   |
| 25   | 19   | 20   | 21   | 22   | 23   | 24   | 25   |
| 26   | 26   | 27   | 28   | 29   | 30   |      |      |

| Juli | Juli | Juli | Juli | Juli | Juli | Juli | Juli |
| Kw   | Mo   | Di   | Mi   | Do   | Fr   | Sa   | So   |
| ---- | ---- | ---- | ---- | ---- | ---- | ---- | ---- |
| 26   |      |      |      |      |      | 1    | 2    |
| 27   | 3    | 4    | 5    | 6    | 7    | 8    | 9    |
| 28   | 10   | 11   | 12   | 13   | 14   | 15   | 16   |
| 29   | 17   | 18   | 19   | 20   | 21   | 22   | 23   |
| 30   | 24   | 25   | 26   | 27   | 28   | 29   | 30   |
| 31   | 31   |      |      |      |      |      |      |

| August | August | August | August | August | August | August | August |
| Kw     | Mo     | Di     | Mi     | Do     | Fr     | Sa     | So     |
| ------ | ------ | ------ | ------ | ------ | ------ | ------ | ------ |
| 31     |        | 1      | 2      | 3      | 4      | 5      | 6      |
| 32     | 7      | 8      | 9      | 10     | 11     | 12     | 13     |
| 33     | 14     | 15     | 16     | 17     | 18     | 19     | 20     |
| 34     | 21     | 22     | 23     | 24     | 25     | 26     | 27     |
| 35     | 28     | 29     | 30     | 31     |        |        |        |

| September | September | September | September | September | September | September | September |
| Kw        | Mo        | Di        | Mi        | Do        | Fr        | Sa        | So        |
| --------- | --------- | --------- | --------- | --------- | --------- | --------- | --------- |
| 35        |           |           |           |           | 1         | 2         | 3         |
| 36        | 4         | 5         | 6         | 7         | 8         | 9         | 10        |
| 37        | 11        | 12        | 13        | 14        | 15        | 16        | 17        |
| 38        | 18        | 19        | 20        | 21        | 22        | 23        | 24        |
| 39        | 25        | 26        | 27        | 28        | 29        | 30        |           |

| Oktober | Oktober | Oktober | Oktober | Oktober | Oktober | Oktober | Oktober |
| Kw      | Mo      | Di      | Mi      | Do      | Fr      | Sa      | So      |
| ------- | ------- | ------- | ------- | ------- | ------- | ------- | ------- |
| 39      |         |         |         |         |         |         | 1       |
| 40      | 2       | 3       | 4       | 5       | 6       | 7       | 8       |
| 41      | 9       | 10      | 11      | 12      | 13      | 14      | 15      |
| 42      | 16      | 17      | 18      | 19      | 20      | 21      | 22      |
| 43      | 23      | 24      | 25      | 26      | 27      | 28      | 29      |
| 44      | 30      | 31      |         |         |         |         |         |

| November | November | November | November | November | November | November | November |
| Kw       | Mo       | Di       | Mi       | Do       | Fr       | Sa       | So       |
| -------- | -------- | -------- | -------- | -------- | -------- | -------- | -------- |
| 44       |          |          | 1        | 2        | 3        | 4        | 5        |
| 45       | 6        | 7        | 8        | 9        | 10       | 11       | 12       |
| 46       | 13       | 14       | 15       | 16       | 17       | 18       | 19       |
| 47       | 20       | 21       | 22       | 23       | 24       | 25       | 26       |
| 48       | 27       | 28       | 29       | 30       |          |          |          |

| Dezember | Dezember | Dezember | Dezember | Dezember | Dezember | Dezember | Dezember |
| Kw       | Mo       | Di       | Mi       | Do       | Fr       | Sa       | So       |
| -------- | -------- | -------- | -------- | -------- | -------- | -------- | -------- |
| 48       |          |          |          |          | 1        | 2        | 3        |
| 49       | 4        | 5        | 6        | 7        | 8        | 9        | 10       |
| 50       | 11       | 12       | 13       | 14       | 15       | 16       | 17       |
| 51       | 18       | 19       | 20       | 21       | 22       | 23       | 24       |
| 52       | 25       | 26       | 27       | 28       | 29       | 30       | 31       |

## Ereignisse

### Politik und Weltgeschehen

#### Vereinigte Staaten von Amerika

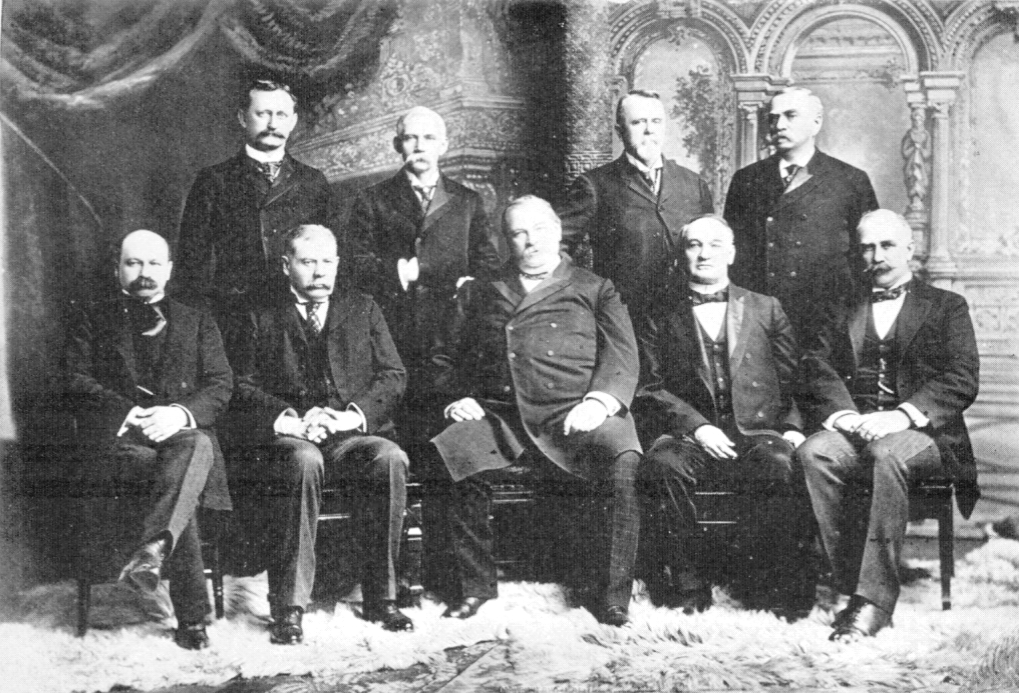
Kabinett Cleveland II

- 4. März: Der Demokrat Grover Cleveland hat seine zweite Amtseinführung als Präsident der Vereinigten Staaten. Er löst den Republikaner Benjamin Harrison ab. Cleveland ist damit sowohl der 22. als auch der 24. Präsident der USA. Außer ihm hat bisher nur Donald Trump zwei voneinander getrennte Amtszeiten als Präsident.
- 1. Juli: Der neu gewählte US-Präsident Grover Cleveland unterzieht sich einer streng geheimen Krebsoperation.
- 9. September: Im Weißen Haus in Washington, D.C. findet die bislang einzige Geburt eines Babys statt. US-Präsident Grover Cleveland und seine Frau Frances freuen sich über ihre zweite Tochter Esther.
- 16. September: Der vierte Oklahoma Land Run öffnet das Cherokee Outlet im Oklahoma-Territorium für die Besiedlung.

#### Lateinamerika
- 9. Februar: Ponciano Leiva tritt unter Druck zugunsten von Domingo Vásquez als Präsident von Honduras zurück.
- 14. September: Die brasilianische Flotte bombardiert nach einer Rebellion gegen Präsident Floriano Peixoto aus der Bucht von Guanabara die eigene Hauptstadt Rio de Janeiro und ihre Forts.
- 23. Dezember: Policarpo Bonilla ruft im Ausland eine Gegenregierung zu Vásquez aus und fällt an der Spitze der nicaraguanischen und honduranischen Truppen der Partido Liberal de Honduras in Honduras ein. Am 30. Dezember beginnt eine blutige Schlacht bei Choluteca.

#### Europa
- 1. Januar: Karl Schenk wird zum sechsten Mal Schweizer Bundespräsident.
- 1. April: Mit dem Gesetz betreffend die Einführung einer einheitlichen Zeitbestimmung erfolgt die Einführung der Mitteleuropäischen Zeit als einheitlicher Uhrzeit für das gesamte Deutsche Kaiserreich. Ab sofort gilt „von Aachen bis Königsberg“ die gleiche Uhrzeit. Zweck ist unter anderem die genaue Regulierung des Fahrplanes der Eisenbahn.

Die Ergebnisse der Reichstagswahl nach Wahlkreisen

- 15. Juni: Die Reichstagswahl wird knapp durch die nationalliberal-konservativen „Kartellparteien“ gewonnen. Sozialdemokraten, aber auch antisemitische Parteien gewinnen an Stimmen.
- 30. Juli: Rosa Luxemburg, Leo Jogiches und Julian Balthasar Marchlewski gründen als revolutionäre Alternative in Polen die Sozialdemokratische Arbeiterpartei Polens und Litauens.
- 20. August: In der Schweiz wird eine Volksinitiative zur Abschaffung des Schächtens angenommen.
- 7. November: In Barcelona wird ein Bombenanschlag durch Anarchisten im Gran Teatre del Liceu verübt, der 23 Menschenleben kostet. Er ist eine Reaktion auf die Hinrichtung des Attentäters von General Arsenio Martínez-Campos, das andere Opfer forderte.
- 9. Dezember: In Paris schleudert der Anarchist Auguste Vaillant einen selbst gefertigten Sprengkörper von der Zuschauergalerie in die Deputiertenkammer. Ein Abgeordneter wird bei der Aktion verletzt. Der Täter wird später zum Tod verurteilt und am 5. Februar 1894 hingerichtet.
- 11. Dezember: Die französische Nationalversammlung erlässt als Reaktion auf anarchistische Attentate das erste der Lois scélérates genannten Gesetze. Es verbietet die Unterstützung krimineller Handlungen.
- Gründung des Bundes Deutscher Frauenvereine (BDF) in Berlin
- Gründung der sozialistisch orientierten Independent Labour Party in England
- Beginn des Zollkriegs gegen Russland (1893/94) von deutscher Seite aus; dies unterstützt unter anderem auch die Annäherung Russlands und Frankreichs, die noch 1893 durch eine Militärkonvention zwischen den beiden Staaten bekräftigt wird.
- Gründung des Deutschen Zentralinstituts für soziale Fragen

#### Ozeanien
- 17. Januar: Sturz des Königreiches Hawaiʻi durch US-amerikanische Freischärler.
- 19. September: Einführung des Frauenwahlrechts in Neuseeland. Neuseeland ist der erste neuzeitliche Staat, der Frauen dieses Bürgerrecht uneingeschränkt zugesteht.

#### Afrika
- 12. April: Deutsche Soldaten unter dem Kommando von Curt von François erobern die Witbooi-Siedlung Hornkranz in Deutsch-Südwestafrika. Unter den Toten sind auch unbewaffnete Frauen und Männer.
- 3. Oktober: Der Angriff von 6.000 Rifkriegern umliegender Berberstämme auf die spanische Besitzung Melilla bildet den Auftakt zum Rifkrieg.
- Eroberung Timbuktus durch die Franzosen, Ende des Mali-Reiches

#### Asien
- 13. Juli: Pak-Nam-Zwischenfall. Auf dem Höhepunkt der Krise zwischen Frankreich, Großbritannien und Siam kommt es zu einem Schusswechsel zwischen den siamesischen Forts in Paknam (heute Samut Prakan) und französischen Kanonenbooten, die den Mae Nam Chao Phraya (Chao-Phraya-Fluss) in Richtung der siamesischen Hauptstadt Bangkok befahren.
- 3. Oktober: Nach Ende des Französisch-Siamesischen Krieges schließen die beiden Staaten einen Vertrag, in dem Siam seine östlich des Mekong gelegenen Gebiete (das heutige Laos) an Französisch-Indochina abtritt.
- 12. November: Teilung Afghanistans durch den damaligen Außenminister der Britisch-Indischen Verwaltung „Sir Henry M. Durand“ für 100 Jahre von 1893 bis 1993, das auch Durand-Linie genannt wird.

#### Entdeckungsfahrten
- 8. Januar: Im Rahmen der Dundee Whaling Expedition entdeckt der Schiffskapitän Thomas Robertson im Weddell-Meer eine Insel, der er den Namen Dundee Island gibt.

### Wirtschaft

#### Ausstellungen und Messen

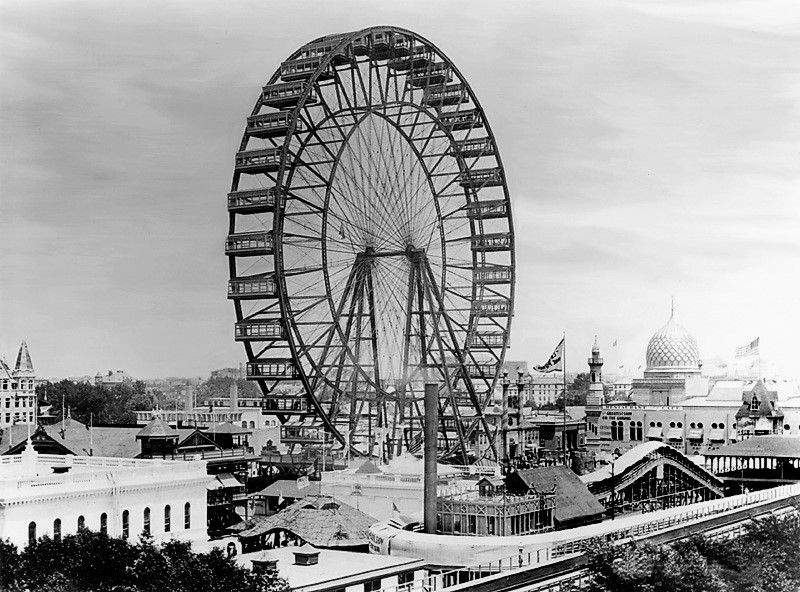
Das Ferris Wheel auf der World Columbian Exposition, von George Washington Gale Ferris 1891 erfunden

- 1. Mai: In Chicago eröffnet US-Präsident Grover Cleveland mit fast einjähriger Verspätung anlässlich des 400. Jahrestages der Entdeckung Amerikas durch Christoph Kolumbus die World’s Columbian Exposition. Bis zu ihrer Schließung am 30. Oktober besuchen rund 27,3 Millionen Menschen die Weltausstellung. Auf einer Fläche von 278 ha führen 70.000 Aussteller aus 46 Nationen ihre Exponate vor. Urheber der Gestaltung der gesamten Anlage ist der Chicagoer Architekt Daniel Burnham gemeinsam mit dem Landschaftsarchitekten Frederick Law Olmsted. Die Gebäude sind von verschiedenen Architekten im Stil der italienischen Renaissance errichtet worden. Die Ausstellung hat starken Einfluss auf die Architektur und die Kunst der Zeit. Für die Weltausstellung wird überdies ein eigener Zweig der Chicago Elevated, der Chicagoer Hochbahn errichtet, der erstmals elektrisch betrieben wird.

#### Finanzen und Steuern
- 28. April: In Frankreich wird per Gesetz eine Fahrradsteuer eingeführt, die auch Motorräder und Automobile besteuert. Mehrere andere Staaten ziehen in den folgenden Jahren mit dem Erschließen dieser Steuerquelle nach.
- 5. Mai: Der „Industrial Black Friday“ in den USA löst erhebliche Kursverluste an der New York Stock Exchange aus, die besonders Eisenbahnaktien treffen. Die Wirtschaftskrise trifft in der Folge auch den Silbermarkt und entwickelt sich zur „Silber-Panik“.
- Dezember: Wenige Wochen nachdem er zum siebten Mal zum Ministerpräsidenten ernannt worden ist, erklärt Charilaos Trikoupis in einer Rede vor dem Parlament den Griechischen Staatsbankrott.

#### Patente
- 23. Februar: Rudolf Diesel erhält ein Patent auf „Arbeitsverfahren und Ausführungsart für Verbrennungskraftmaschinen“, heute bekannt als Dieselmotor.
- 29. August: Der US-amerikanische Tüftler Whitcomb Judson erhält ein Patent auf den von ihm erfundenen Reißverschluss.
- Albert de Dion lässt die De-Dion-Achse patentieren.

#### Unternehmensgründungen
- 13. März: An der Ecke Fifth Avenue und 33rd Street in New York City eröffnet William Waldorf Astor das von Henry Janeway Hardenbergh entworfene Waldorf Hotel.
- 7. April: Der Kellner Maxime Gaillard eröffnet in Paris das Restaurant Maxim’s.
- 12. April: In Bromberg in Westpreußen wird die Ostdeutsche Eisenbahn-Gesellschaft in Königsberg unter der Firma Ostdeutsche Kleinbahn-AG mit einem Aktienkapital von vier Millionen Mark gegründet.
- 20. Juni: In Aachen gründet Franz Zentis ein Kolonialwarengeschäft, aus dem das Konfitüren, Süßwaren und andere Lebensmittel produzierende Unternehmen Zentis hervorgeht.
- 10. August: Die Banca d’Italia entsteht in Rom als Aktiengesellschaft aus der Fusion der Banca Nazionale nel Regno, Banca Nazionale Toscana und der Banca Nazionale Credito sowie der Liquidation der Banca Romana.

#### Verkehr
- 2. Juli: Mit der Vesterålen, die zwischen Trondheim und Hammerfest verkehrt, beginnt der regelmäßige Linienbetrieb auf der Hurtigruten entlang der norwegischen Westküste.
- 6. August: Der Kanal von Korinth wird für den Schiffsverkehr geöffnet. Er erspart Schiffen bis etwa 8 Meter Tiefgang den Seeweg um den Peloponnes.
- Die Eisenbahnlinie Laibach–Gottschee wird eröffnet.
- 20. Mai Der Grundstein der ersten Brücke über den Fluss Ob bei Nowosibirsk wird im Zuge des Baus der Transsibirischen Eisenbahn gelegt.

### Wissenschaft und Technik

#### Astronomie und Physik
- 16. Juli: Der französische Astronom Auguste Charlois entdeckt im Asteroidengürtel den Asteroiden Bohemia.
- 29. Dezember: Der französische Astronom Stéphane Javelle entdeckt im Sternbild Walfisch das Galaxienpaar IC 298.
- Anders Jonas Ångström misst die Gesamtintensität der Sonnenstrahlung (mit einem „Kompensations-Pyrheliometer“).
- Wilhelm Wien entwickelt das wiensche Verschiebungsgesetz.

#### Chemie und Pharmazie
- Der japanische Chemiker und Pharmakologe Nagai Nagayoshi synthetisiert Methamphetamin erstmals in flüssiger Form.

#### Brückenbau und Verkehr

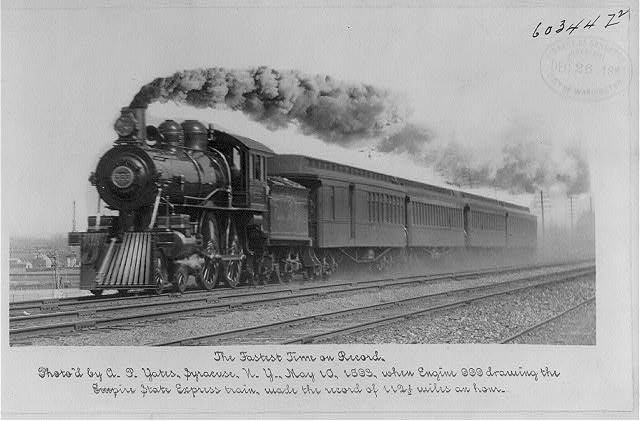
Die Nr. 999 während ihrer Rekordfahrt

- 10. Mai: Die Lokomotive Nr. 999 der New York Central Railroad stellt mit 181 km/h einen absoluten Geschwindigkeitsweltrekord auf. Die Glaubwürdigkeit der Angaben ist unter Fachleuten umstritten.

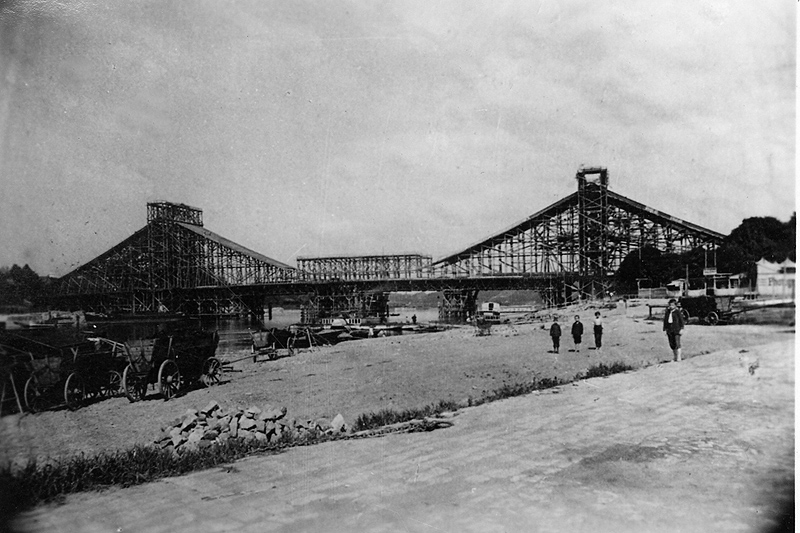
„Blaues Wunder“ während des Baus 1893, Foto von August Kotzsch

- Das sogenannte „Blaue Wunder“, die König-Albert-Brücke über die Elbe in Dresden, wird fertiggestellt. Die feierliche Eröffnung erfolgt am 15. Juli.
- 15. November: Die Munderkinger Donaubrücke wird fertiggestellt.

#### Technische Entwicklungen

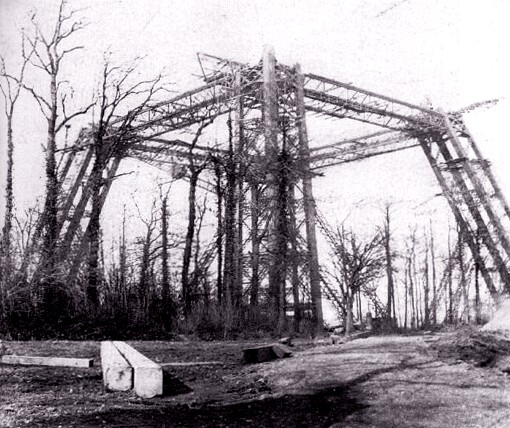
Watkin’s Tower während seiner Errichtung

- Juni: In London beginnt der Bau des Watkin’s Tower, der das höchste Gebäude der Welt werden soll, jedoch nie fertiggestellt wird.
- 10. August: Der erste Versuchsmotor Rudolf Diesels läuft in der Maschinenfabrik Augsburg aus eigener Kraft.
- Charles C. Cretors erfindet die erste Popcornmaschine der Welt, so dass nun Popcorn-Produktion in großem Maßstab möglich ist.

#### Sonstiges
- 11. Juli: Dem Japaner Kokichi Mikimoto gelingt erstmals die Herstellung einer Zuchtperle.
- 16. September: Auf Initiative von Hedwig Kettler wird im badischen Karlsruhe das erste Mädchengymnasium im Deutschen Reich eröffnet.

### Kultur

#### Bildende Kunst
- Der Stadtrat von Venedig beschließt eine zweijährlich stattfindende Kunstausstellung abzuhalten, die erste Biennale di Venezia wird unter dem Namen I Esposizione Internazionale d'Arte della Città di Venezia am 30. April in Anwesenheit des italienischen Königspaares Umberto I. und Margherita di Savoia eröffnet. Sie wird ein Publikumserfolg.

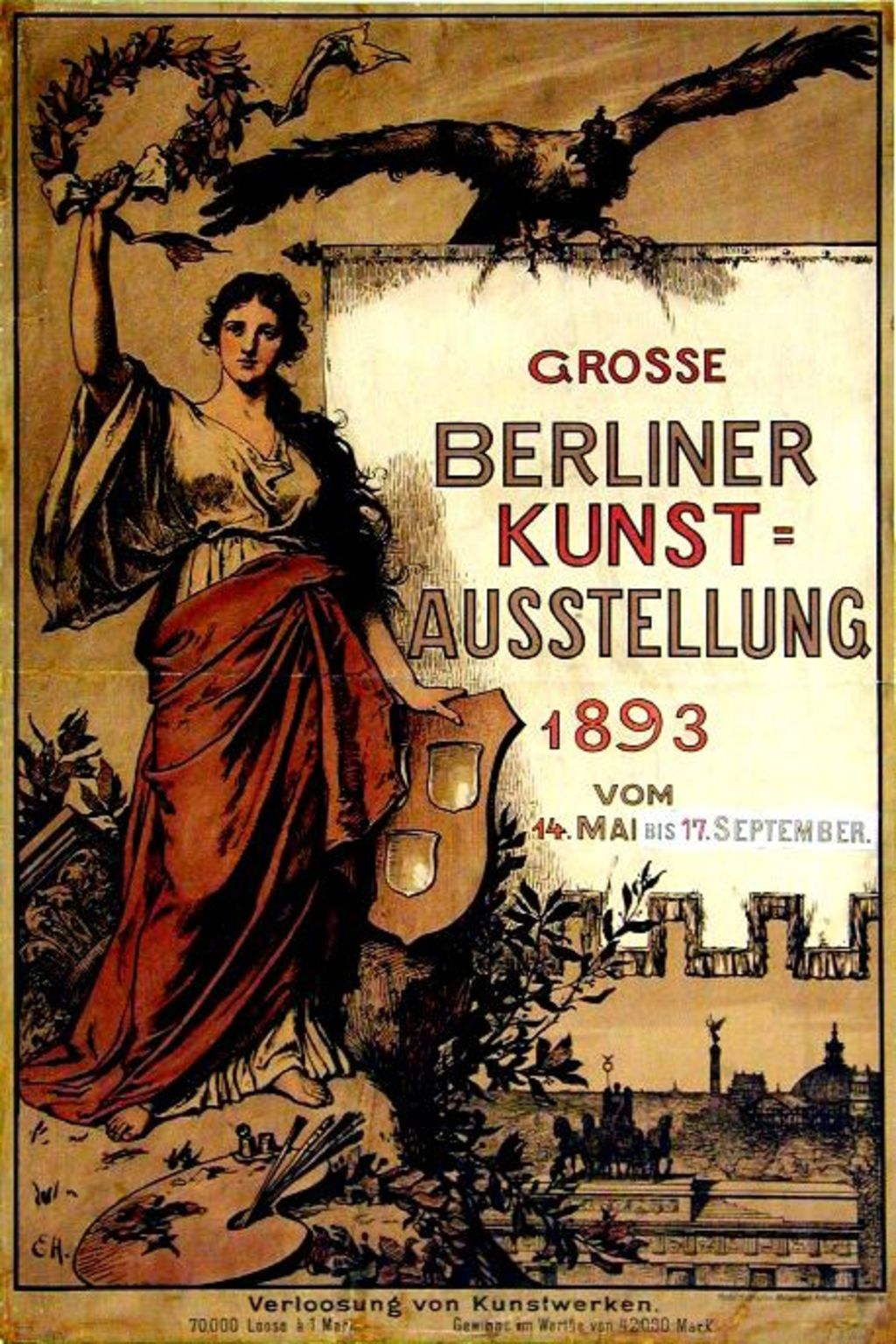
Werbeplakat Grosse Berliner Kunstausstellung 1893 von Ernst Hildebrand

- 14. Mai: Der preußische Kultusminister Robert Bosse eröffnet die erste Große Berliner Kunstausstellung.
- Edvard Munch malt die erste Version seines Gemäldes Der Schrei.
- Paul Müller-Kaempff malt in Öl auf Leinwand das Gemälde Schifferfriedhof in den Dünen von Ahrenshoop.

#### Film
- 1. Februar: Auf dem Firmengelände der Edison Manufacturing Company in West Orange im US-Bundesstaat New Jersey wird das erste kommerzielle Filmstudio fertiggestellt. Das Kinetographic Theater wird unter dem Namen Black Maria zum Begriff.

#### Musik und Theater
- 18. Januar: Die Messe in D-Dur von Ethel Smyth, das einzige geistliche Werk der Komponistin, wird in der Royal Albert Hall in London uraufgeführt. Obwohl die Uraufführung, die nur durch die Intervention der ehemaligen französischen Kaiserin Eugénie de Montijo möglich geworden war, ein begeisterter Erfolg wird, wird das Werk erst 1924 wieder aufgeführt.
- 27. Januar: Die Oper Debora von Josef Bohuslav Foerster wird am Nationaltheater Prag uraufgeführt.

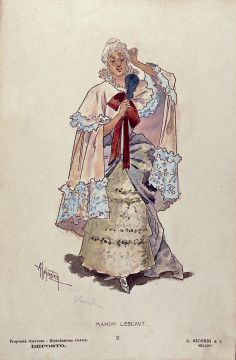
Ferrani als Manon, Kostümentwurf für die Uraufführung von Adolfo Hohenstein

- 1. Februar: Cesira Ferrani singt die Titelrolle bei der Uraufführung der Oper Manon Lescaut von Giacomo Puccini am Teatro Regio in Turin.
- 9. Februar: UA der Oper Falstaff von Giuseppe Verdi im Teatro alla Scala in Mailand. Es ist das letzte Bühnenwerk des Komponisten.
- 18. Februar: Über 46 Jahre nach der konzertanten Uraufführung in Paris erfolgt die szenische Uraufführung der „dramatischen Legende“ La damnation de Faust (Fausts Verdammnis) von Hector Berlioz in Monte Carlo.
- 11. April: Uraufführung der Oper Magic Ring von Isaac Albéniz im Prince of Wales’ Theatre in London
- 12. April: Das Pariser Olympia eröffnet seinen großen Konzertsaal. Die Music Hall wird von den großen Künstlern der Zeit und auch für andere Veranstaltungen genutzt.
- 9. Mai: Uraufführung der Oper Aleko von Sergei Wassiljewitsch Rachmaninow im Bolschoi-Theater in Moskau
- 10. Mai: Im Rahmen des zweiten Kammermusikfestes wird in Bonn das Beethoven-Haus eröffnet. Das Geburtshaus von Ludwig van Beethoven ist neben einer Gedächtnisstätte auch Museum und Kulturinstitut.
- 15. Juni: Uraufführung der Operette Poor Jonathan von Isaac Albéniz im Prince of Wales’ Theatre in London
- 28. Oktober: Neun Tage vor seinem Tod dirigiert Pjotr Iljitsch Tschaikowski in Sankt Petersburg die Uraufführung seiner Sinfonie Nr. 6 „Pathétique“ in h-Moll.
- 16. Dezember: Die New Yorker Philharmoniker führen Dvořáks 9. Sinfonie (Aus der Neuen Welt) in der New Yorker Carnegie Hall erstmals auf.
- 23. Dezember: Die spätromantische Märchenoper Hänsel und Gretel von Engelbert Humperdinck wird mit außerordentlichem Erfolg am Weimarer Hoftheater uraufgeführt. Das Libretto für das von Humperdinck in ironischer Anspielung auf Richard Wagners Oper Parsifal „Kinderstubenweihfestspiel“ genannte Werk verfasste seine Schwester Adelheid Wette nach dem gleichnamigen Märchen aus den Kinder- und Hausmärchen der Brüder Grimm.
- Das Theaterstück Anatol von Arthur Schnitzler wird uraufgeführt.
- Die Uraufführung der weltlichen Kantate La Damoiselle élue ist zugleich die erste öffentliche Aufführung eines Orchesterwerkes von Claude Debussy überhaupt.
- John Philip Sousa komponiert den Militärmarsch The Liberty Bell.
- Das erste Sousaphon wird gebaut.

### Gesellschaft
- 8. Dezember: In Berlin konstituiert sich der Verein Mädchen- und Frauengruppen für soziale Hilfsarbeit, der unter anderen von  Jeanette Schwerin, Henriette Goldschmidt, Lina Morgenstern, Franziska Tiburtius, Gustav Schmoller, Max Sering, Henriette Schrader-Breymann, Karl Schrader, Minna Cauer und Max Otto Köbner initiiert worden ist. Ziel ist, junge Mädchen und Frauen des gehobenen Bürgertums zur freiwilligen Unterstützung in der Armen- und Wohlfahrtspflege heranzuziehen.

### Religion

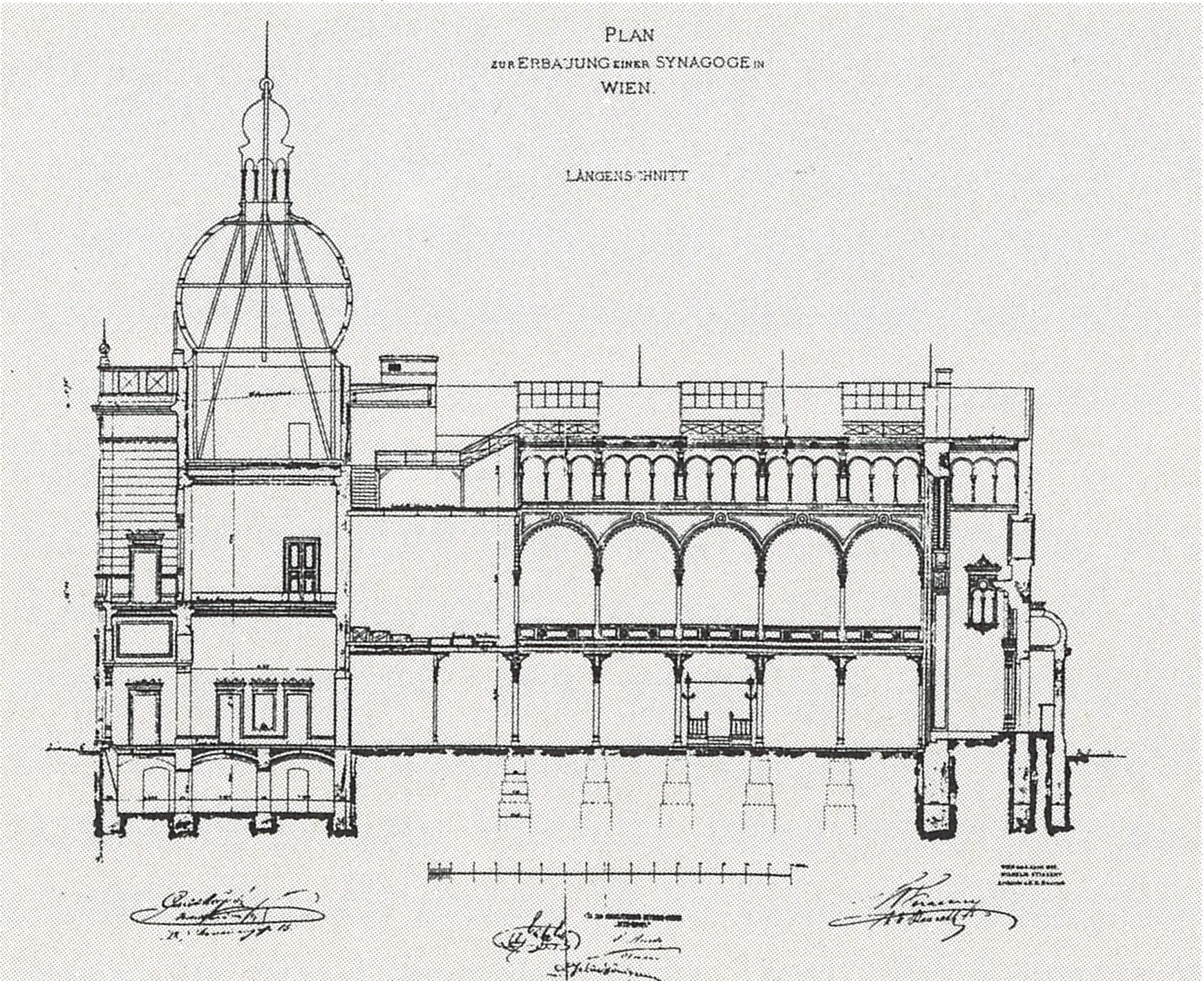
Längsschnitt der Synagoge, Pläne 1892

- 5. März: Im 2. Wiener Gemeindebezirk wird der Grundstein für die von Wilhelm Stiassny entworfene Synagoge in der Leopoldsgasse gelegt.
- 6. April: Vierzig Jahre nach Baubeginn wird der Salt-Lake-Tempel der Kirche Jesu Christi der Heiligen der Letzten Tage in Salt Lake City eingeweiht.
- 8. September: Papst Leo XIII. äußert sich in der Enzyklika Laetitiae sanctae über den Rosenkranz und die rechte Ordnung der menschlichen Sozialgemeinschaft.

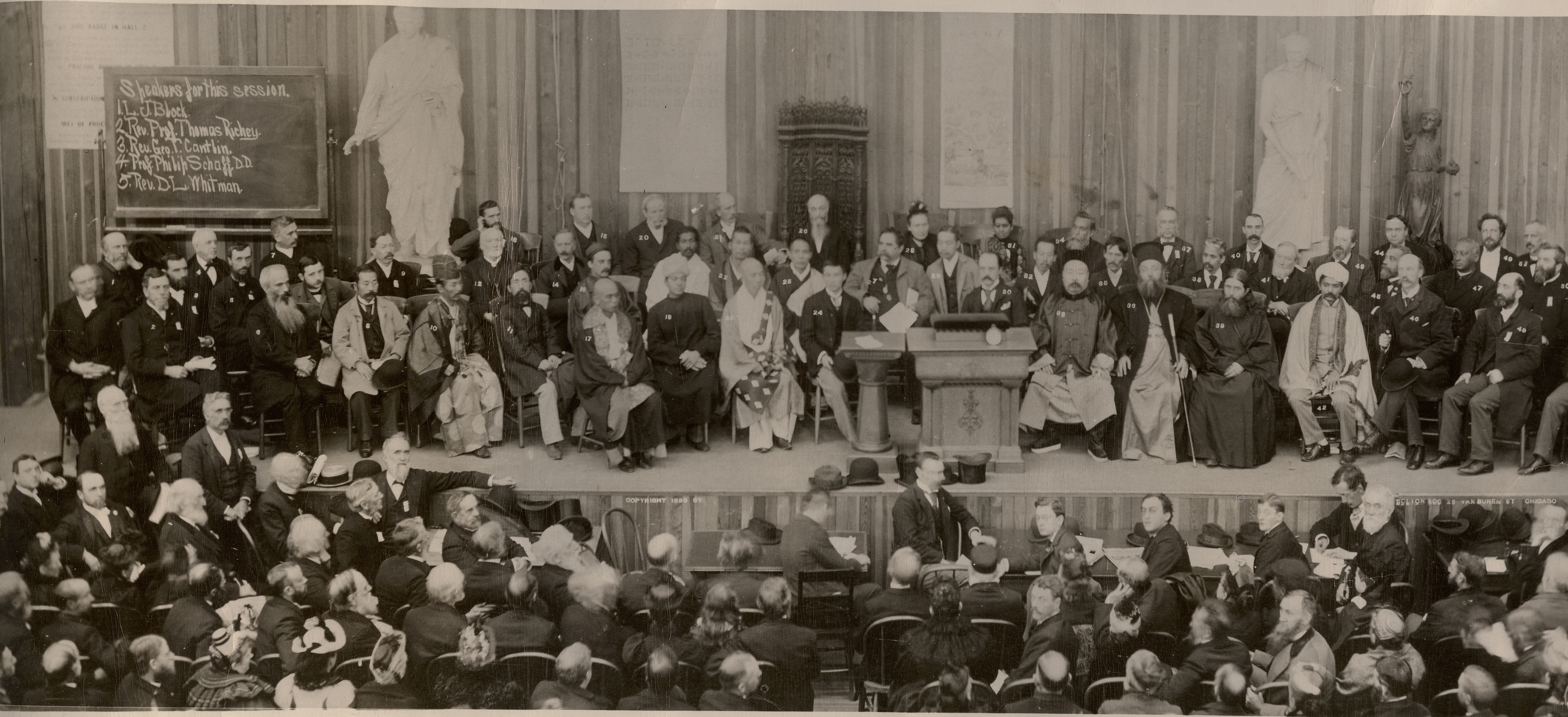
Teilnehmer am Parlament der Weltreligionen

- 11. bis 27. September: Das erste Parlament der Weltreligionen tritt im Rahmen der World Columbian Exposition in Chicago zusammen. Vorrangige Intention ist der friedliche Dialog der großen Weltreligionen Judentum, Christentum, Islam, Hinduismus, Taoismus, Konfuzianismus, Zoroastrismus, Shintoismus, Buddhismus und Jainismus. Die katholische Kirche lehnt die Veranstaltung ebenso wie die anglikanische Kirche ab. Der osmanische Sultan Abdülhamid II. verbietet seinen Untertanen die Teilnahme und Ausreise, sodass islamische Partizipation schwer zu organisieren ist. Das nächste Weltparlament der Religionen findet erst wieder 100 Jahre später statt.
- 18. November: In der veröffentlichten Enzyklika Providentissimus Deus bezieht mit Leo XIII. erstmals ein Papst zur Bibelwissenschaft Stellung.

### Katastrophen
- 7. Februar: An der Nordwestküste Spaniens läuft der britische Passagierdampfer Trinacria bei Sturm und Nebel auf Grund und bricht auseinander, 34 Menschen sterben.
- 22. Juni: Während eines Manövers im Mittelmeer kollidieren vor Tripolis die beiden britischen Kriegsschiffe Camperdown und Victoria. 358 Soldaten, unter ihnen Flottenchef Sir George Tryon, finden beim Untergang der Victoria den Tod.

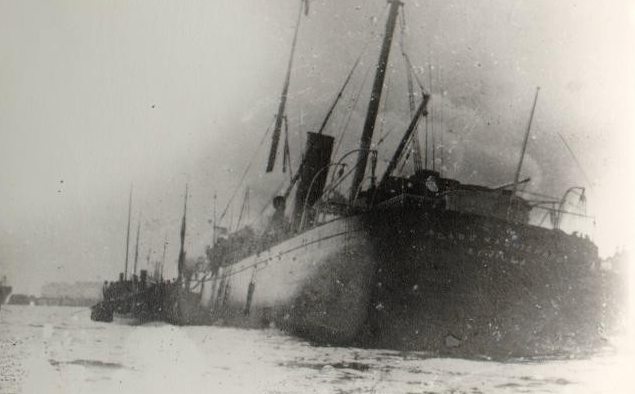
Der brennende Frachter Cabo Machichaco

- 3. November: Im Hafen von Santander explodiert der Frachter Cabo Machichaco, der auch Dynamit geladen hat, nach einem an Bord ausgebrochenen Brand. 590 Menschen sterben, 525 werden verletzt. Die Detonationswelle zerstört Häuser.

### Natur und Umwelt
- 17. September: Die Charlottenhöhle, eine Tropfsteinhöhle am Ostrand der Schwäbischen Alb, wird feierlich für den Publikumsverkehr freigegeben.

### Sport
- 2. Februar: Im österreichischen Mürzzuschlag wird auch auf Initiative des Gastwirts Toni Schruf der erste alpine Skiwettlauf in Mitteleuropa ausgetragen.
- 23. März: Der 1. Hanauer Fußball-Club 1893 wird gegründet.
- 6. April: Der Boxkampf Andy Bowen gegen Jack Burke bleibt nach 110 Runden und 7 Stunden 19 Minuten Dauer ohne Sieger.
- 13. Juni: Das weltweit erste weibliche Golfturnier findet in Lytham St Annes statt. Lady Margaret Scott ist Gewinnerin der ersten British Ladies Amateur Golf Championship.
- 29. Juni: Gründung von Altona 93
- 30. Juni: Die Distanzradfahrt Wien–Berlin endet mit einem Sieg des Bayern Josef Fischer. Dieses bedeutsamste deutsche und österreichische Radrennen vor dem Ersten Weltkrieg löst eine Hochkonjunktur bei Fahrrädern aus.
- 7. September: In Genua entsteht mit dem Genoa Cricket and Football Club der heute älteste italienische Fußballverein.
- 9. September: Gründung des FV Stuttgart, Vorgänger des VfB Stuttgart
- 28. September: Der portugiesische Fußballverein FC Porto wird gegründet.
- 15. November: Gründung des Fußballvereins FC Basel
- 16. November: Unzufriedene Sportler von AC Prag gründen einen eigenen Verein, aus dem nach einigen Jahren Sparta Prag hervorgeht.

## Geboren

### Januar
- 01. Januar: Artur Wypochowicz, polnischer Antifaschist und Kommunalpolitiker († 1972)
- 02. Januar: Ernst Marischka, österreichischer Regisseur († 1963)
- 03. Januar: Pierre Drieu la Rochelle, französischer Schriftsteller († 1945)
- 03. Januar: Rudolph „Rudy“ Cornelius Wiedoeft, US-amerikanischer Saxophonist († 1940)
- 04. Januar: Manuel Palau Boix, spanischer Komponist und Professor († 1967)
- 05. Januar: Elizabeth „Libba“ Cotten, US-amerikanische Folk- und Blues-Musikerin († 1987)
- 05. Januar: Gerhard Lütkens, deutscher Politiker († 1955)
- 05. Januar: Joost Schmidt, deutscher Typograf, Maler und Lehrer am Bauhaus († 1948)
- 05. Januar: Richard Schneider, deutscher katholischer Geistlicher, im KZ Dachau inhaftiert († 1987)
- 05. Januar: Yogananda, indischer Yogi und Guru († 1952)
- 07. Januar: Augusto Eguiluz, chilenischer Maler († 1969)
- 08. Januar: Camille Bedin, französischer Politiker († 1979)
- 08. Januar: Herbert Ernst, deutscher Motorradrennfahrer und Unternehmer († nach 1954)
- 10. Januar: Felix Augenfeld, österreichisch-US-amerikanischer Architekt, Innenarchitekt, Bühnenbildner und Designer († 1984)
- 10. Januar: Jean Errecaldé, französischer Automobilrennfahrer († 1950)
- 10. Januar: Vicente Huidobro, chilenischer Lyriker († 1948)
- 11. Januar: Rudolf Hammacher, deutscher Theaterschauspieler und -regisseur († 1971)
- 11. Januar: Harley M. Kilgore, US-amerikanischer Politiker († 1956)
- 12. Januar: Hermann Göring, Oberbefehlshaber der deutschen Luftwaffe († 1946)
- 12. Januar: Michail Iossifowitsch Gurewitsch, sowjetischer Flugzeugkonstrukteur († 1976)
- 12. Januar: Beauford H. Jester, US-amerikanischer Politiker († 1949)
- 12. Januar: Marie-Anna Jonas, deutsche Ärztin († 1944)
- 12. Januar: Alfred Rosenberg, deutscher Ideologe und Politiker des Nationalsozialismus († 1946)
- 12. Januar: Ursula Vehrigs, deutsche Malerin († 1972)
- 13. Januar: Armgard von Alvensleben, deutsche Theologin († 1970)
- 13. Januar: Clark Ashton Smith, US-amerikanischer Dichter, Bildhauer, Maler und Autor († 1961)
- 14. Januar: Eduard Riesch, deutscher General († 1945)
- 15. Januar: Friedrich August Georg von Sachsen, letzter Kronprinz von Sachsen († 1943)
- 15. Januar: Ivor Novello, britischer Schauspieler, Bühnenautor und Musical-Komponist († 1951)
- 16. Januar: Pauline Alderman, US-amerikanische Musikwissenschaftlerin und Komponistin († 1983)
- 17. Januar: Ernst Egli, österreichischer Architekt und Stadtplaner († 1974)
- 17. Januar: Anton Kehrer, österreichischer Politiker († 1984)
- 17. Januar: Fritz Wrampe, deutscher Bildhauer († 1934)
- 19. Januar: Johannes Dieckmann, deutscher Journalist und Politiker († 1969)
- 19. Januar: Magda Tagliaferro, franko-brasilianische Pianistin und Musikpädagogin († 1986)
- 20. Januar: Nils Georg Åberg, schwedischer Weit- und Dreispringer († 1946)
- 22. Januar: Conrad Veidt, deutscher Schauspieler († 1943)
- 23. Januar: Fritz Baade, deutscher Politiker, MdR († 1974)
- 23. Januar: Frank Carlson, US-amerikanischer Politiker († 1987)
- 24. Januar: Johan Erik Friborg, schwedischer Radrennfahrer († 1968)
- 24. Januar: Alfonso Ortiz Tirado, mexikanischer Arzt und Sänger († 1960)
- 26. Januar: Heinrich Gleißner, österreichischer Jurist und Politiker († 1984)
- 26. Januar: Dennis McGee, US-amerikanischer Fiddlespieler und Akkordeonist († 1989)
- 27. Januar: Song Qingling, chinesische Politikerin († 1981)
- 28. Januar: Adolf Aber, deutscher Musikwissenschaftler und Kritiker († 1960)
- 29. Januar: Émile Burie, französischer Automobilrennfahrer († 1970)
- 29. Januar: Edric Cundell, englischer Komponist, Hornist, Pianist, Dirigent und Musikpädagoge († 1961)
- 29. Januar: Marțian Negrea, rumänischer Komponist († 1973)
- 30. Januar: Albert Hochleitner, österreichischer Politiker († 1964)
- 31. Januar: Freya Madeline Stark, englische Forschungsreisende und Reiseschriftstellerin († 1993)

### Februar
- 02. Februar: Jeanne Dusseau, kanadische Sängerin und Musikpädagogin († 1979)
- 02. Februar: Cornelius Lanczos, ungarischer Mathematiker und Physiker († 1974)
- 02. Februar: Damdiny Süchbaatar, mongolischer kommunistischer Politiker († 1923)
- 02. Februar: Leopoldo Torricelli, italienischer Radrennfahrer († 1930)
- 03. Februar: Gaston Maurice Julia, französischer Mathematiker († 1978)
- 03. Februar: Paul Achkar, syrischer Erzbischof († 1982)
- 04. Februar: Fritz Apelt, deutscher Politiker († 1972)
- 04. Februar: Raymond Arthur Dart, australischer Anatom und Paläoanthropologe († 1988)
- 04. Februar: Bernard Rogers, US-amerikanischer Komponist († 1968)
- 05. Februar: Alsing Andersen, dänischer Politiker († 1962)
- 05. Februar: Roman Ingarden, polnischer Philosoph († 1970)
- 06. Februar: Franz Arnold, österreichischer Kirchenrechtler († 1963)
- 06. Februar: Ernst Wyss, Schweizer Staatsbeamter († 1955)
- 09. Februar: Johann Wolfgang Amschler, deutscher Biologe († 1957)
- 09. Februar: Giorgos Athanasiadis-Novas, griechischer Schriftsteller, Politiker und Ministerpräsident († 1987)
- 09. Februar: Robert Geritzmann, deutscher Politiker (SPD), Oberbürgermeister von Gelsenkirchen († 1969)
- 10. Februar: William Tilden, US-amerikanischer Tennisspieler († 1953)
- 11. Februar: Don Azpiazú, kubanischer Bandleader († 1943)
- 12. Februar: Omar N. Bradley, US-amerikanischer Fünf-Sterne-General († 1981)
- 12. Februar: Waddy Kuehl, US-amerikanischer American-Football-Spieler († 1967)
- 12. Februar: Marcel Minnaert, belgischer Astronom († 1970)
- 13. Februar: Edmund Kaufmann, deutscher Politiker († 1953)
- 13. Februar: Kurt Noack, deutscher Komponist († 1945)
- 13. Februar: Alfréd Schaffer, ungarischer Fußballspieler und -trainer († 1945)
- 15. Februar: Georg Otto Angerer, deutscher Politiker († 1951)
- 16. Februar: Masazo Toki, japanischer Professor für Betriebswirtschaftslehre († 1963)
- 16. Februar: Michail Nikolajewitsch Tuchatschewski, Marschall der Roten Armee in der Sowjetunion († 1937)
- 17. Februar: Eduard Ege, deutscher Maler, Graphiker und Holzschneider († 1978)
- 17. Februar: Theobald Schrems, deutscher Musiker, Begründer des „Musikgymnasiums der Regensburger Domspatzen“ († 1963)
- 19. Februar: Cedric Hardwicke, britischer Schauspieler sowie Filmregisseur und Filmproduzent († 1964)
- 19. Februar: Roger Labric, französischer Journalist, Schriftsteller sowie Rad- und Automobilrennfahrer († 1962)
- 21. Februar: Anna Richter, deutsche Grafikerin († 1999)
- 21. Februar: Andrés Segovia, spanischer Gitarrist († 1987)
- 21. Februar: Hans Zulliger, Schweizer Volksschullehrer († 1965)
- 23. Februar: Anton Betz, deutscher Journalist († 1984)
- 24. Februar: August Arthur Ambrosi, österreichischer Bildhauer und Lyriker († 1975)
- 24. Februar: Ralph Gates, US-amerikanischer Politiker († 1978)
- 27. Februar: Jóse Artes de Arcos, spanischer Erfinder und Unternehmer († 1985)
- 27. Februar: Bert Mee, englischer Fußballschiedsrichter († 1964)
- 28. Februar: Wsewolod Illarionowitsch Pudowkin, Filmemacher und Filmtheoretiker der Sowjetunion († 1953)
- 28. Februar: Claude R. Wickard, US-amerikanischer Politiker († 1967)

### März
- 01. März: Mercedes de Acosta, US-amerikanische Schriftstellerin, Modedesignerin († 1968)
- 01. März: Edlef Köppen, deutscher Schriftsteller und Rundfunkredakteur († 1939)
- 03. März: Judith Alpi, chilenische Malerin († 1983)
- 03. März: Max Ziervogel, deutscher General († 1972)
- 04. März: Adolph Lowe, deutscher Soziologe und Nationalökonom († 1995)
- 05. März: Gaetano Corsani, italienischer Professor für Betriebswirtschaftslehre († 1962)
- 05. März: Guus de Serière, niederländischer Fußballspieler († 1980)
- 06. März: Furry Lewis, US-amerikanischer Blues-Musiker († 1981)
- 06. März: August Räuber, deutscher Landwirt und Politiker († unbekannt)
- 07. März: Edwin Grienauer, österreichischer Bildhauer († 1964)
- 07. März: Friedrich Märker, deutscher Schriftsteller und Publizist († 1985)
- 07. März: Siegfried Rädel, deutscher Politiker und Widerstandskämpfer († 1943)
- 08. März: Charles M. Dale, US-amerikanischer Politiker († 1978)
- 09. März: Esko Aaltonen, finnischer Soziologe und Volkskundler († 1966)
- 09. März: Roland Jacobi, ungarischer Tischtennisspieler († 1951)
- 11. März: Herbert B. Maw, US-amerikanischer Politiker († 1990)
- 11. März: Leopold Szondi, ungarischer Mediziner und Psychologe († 1986)
- 12. März: Erwin Planck, deutscher Politiker († 1945)
- 15. März: Rudolf Seyffert, deutscher Professor für Betriebswirtschaftslehre († 1971)
- 16. März: Théodore Le Du, französischer Automobilrennfahrer († 1966)
- 16. März: Humphrey Cook, britischer Automobilrennfahrer († 1978)
- 16. März: Friedrich von Basse, Oberbürgermeister in Weißenfels und Wittenberg, Beteiligter am Hitlerattentat vom 20. Juli († 1972)
- 17. März: Aloys Scholze, deutscher katholischer Priester und Gegner des Nationalsozialismus († 1942)
- 18. März: Costante Girardengo, italienischer Radrennfahrer († 1978)
- 18. März: Olivier Guimond, kanadischer Schauspieler und Komiker († 1954)
- 19. März: José María Velasco Ibarra, Staatspräsident von Ecuador († 1979)
- 19. März: Wilhelm Meinerzhagen, deutscher Arzt und Politiker († 1974)
- 20. März: Stephen W. Brennan, US-amerikanischer Politiker († 1968)
- 20. März: Theodor Krancke, deutscher Admiral († 1973)
- 21. März: Bo Carter, US-amerikanischer Blues-Gitarrist († 1964)
- 21. März: Sidney Franklin, US-amerikanischer Regisseur und Filmproduzent († 1972)
- 21. März: Frank Merrill, US-amerikanischer Sportler, Stuntman und Schauspieler († 1966)
- 22. März: Abbas Mirsa Scharifsade, aserbaidschanischer Schauspieler († 1938)
- 23. März: Andreas von Aulock, deutscher Militär († 1968)
- 23. März: Victor Desautels, kanadischer Sänger und Impresario († 1970)
- 23. März: Cedric Gibbons, US-amerikanischer Art Director († 1960)
- 23. März: Cläre Lotto, deutsche Tänzerin und Schauspielerin († 1952)
- 24. März: Walter Baade, deutscher Astronom und Astrophysiker († 1960)
- 24. März: Gastone Brilli-Peri, italienischer Rad-, Motorrad- und Automobilrennfahrer († 1930)
- 24. März: Emmy Göring, deutsche Schauspielerin († 1973)
- 24. März: Eduard Krüger, deutscher Reitsportler († 1963)
- 25. März: Albert Kaifer, deutscher Eisenbahner und Politiker († 1962)
- 26. März: James Bryant Conant, US-amerikanischer Chemiker, Wissenschaftspolitiker und Diplomat († 1978)
- 26. März: William Dunkel, Schweizer Architekt und Maler († 1980)
- 26. März: Palmiro Togliatti, italienischer Politiker († 1964)
- 27. März: Ugo Agostoni, italienischer Radrennfahrer († 1941)
- 27. März: Karl Mannheim, deutscher Philosoph und Soziologe († 1947)
- 27. März: G. Lloyd Spencer, US-amerikanischer Politiker († 1981)
- 28. März: Wilhelm Adam, deutscher Politiker († 1978)
- 29. März: Amílcar Barbuy, italienisch-brasilianischer Fußballspieler und -trainer († 1965)
- 29. März: Erich Stahl, deutscher General († 1954)
- 30. März: Johann Wilhelm Lehr, deutscher Architekt († 1971)
- 31. März: John Lachlan Cope, britischer Mediziner und Polarforscher († 1947)
- 31. März: Clemens Krauss, österreichischer Dirigent († 1954)
- 31. März: Samuel Münchow, dänisch-deutscher Politiker († 1976)
- 31. März: Else Weber, deutsche Malerin († 1994)

### April
- 01. April: Hugh Hodgson, US-amerikanischer Musikpädagoge, Pianist, Dirigent und Komponist († 1969)
- 01. April: Karl Friedrich Rößle, deutscher Professor für Betriebswirtschaftslehre († 1957)
- 03. April: Hans Riegel, deutscher Unternehmer und Gründer von Haribo († 1945)
- 03. April: Leslie Howard, britischer Schauspieler († 1943)
- 04. April: Douglas Clarke, englischer Dirigent, Musikpädagoge, Organist, Pianist und Komponist († 1962)
- 04. April: Alois Schlögl, deutscher Landwirtschaftsfunktionär und Politiker († 1957)
- 06. April: Robert Noorduyn, niederländischer Pilot und Flugzeugkonstrukteur († 1959)
- 07. April: Allen Welsh Dulles, Direktor der CIA († 1969)
- 09. April: Charles E. Burchfield, US-amerikanischer Maler († 1967)
- 09. April: Victor Gollancz, britischer Verleger und Friedensaktivist († 1967)
- 10. April: John Sydney Fine, US-amerikanischer Politiker († 1978)
- 10. April: Heinrich Georg Ritzel, deutscher Politiker († 1971)
- 10. April: Heinrich Ritzel, deutscher Politiker († 1971)
- 11. April: Dean Gooderham Acheson, US-Außenminister († 1971)
- 13. April: Carl Blümel, deutscher Archäologe († 1976)
- 13. April: Willi Hammelrath, deutscher Gründer der Arbeiterhochschule Burg Vondern († 1966)
- 13. April: Itō Michio, japanischer Balletttänzer und Choreograph († 1961)
- 14. April: Rudolf Attig, deutscher Sanitätsoffizier († 1981)
- 16. April: Friedrich Franz von Unruh, deutscher Schriftsteller († 1986)
- 17. April: Hans Bohnenkamp, deutscher Pädagoge, Hochschullehrer und Hochschuldirektor († 1977)
- 17. April: Marguerite Broquedis, französische Tennisspielerin († 1983)
- 19. April: Friedrich Leesemann, deutscher General († 1976)
- 20. April: Harold Lloyd, US-amerikanischer Schauspieler († 1971)

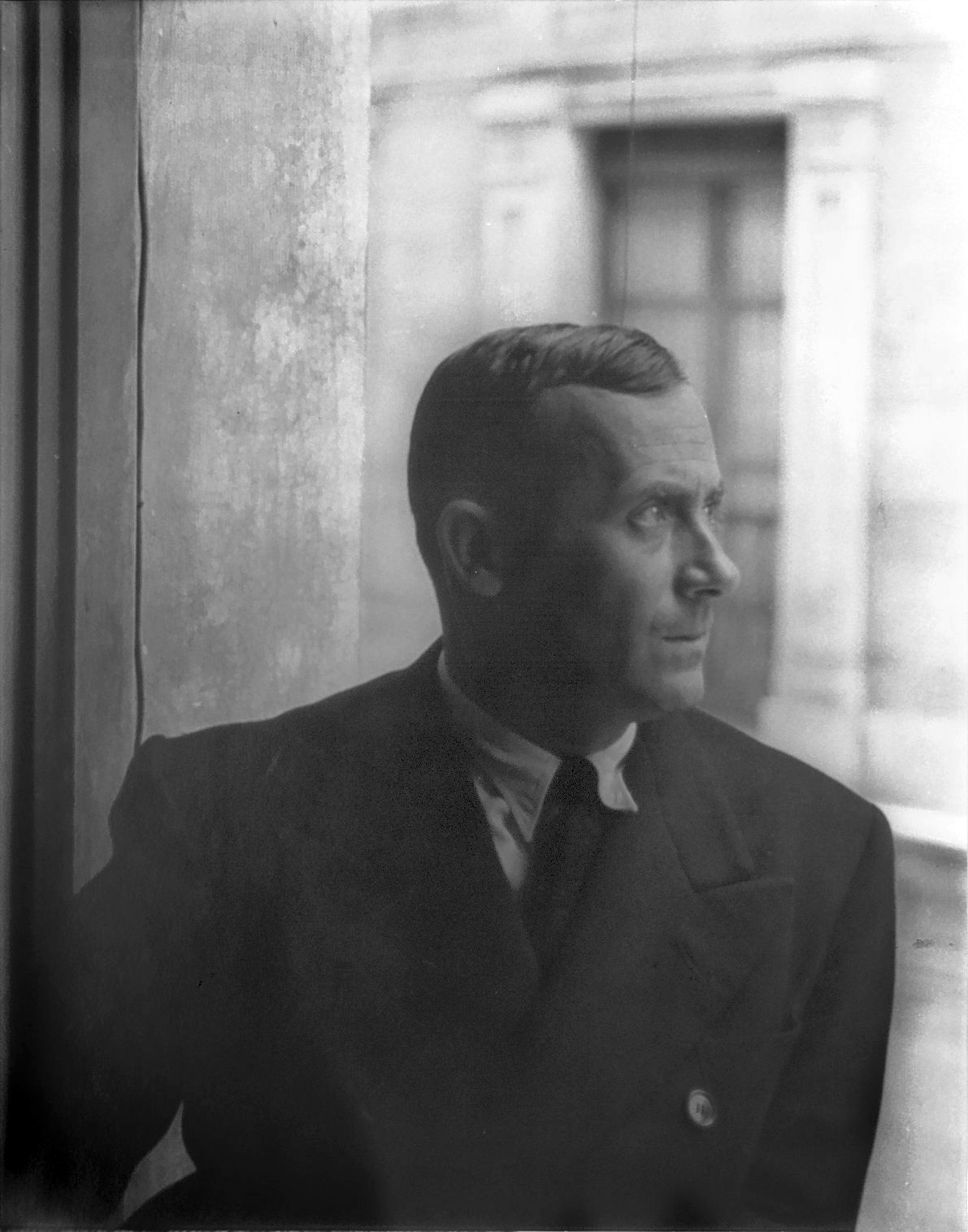
Joan Miró, 1935

- 20. April: Joan Miró, spanischer Maler († 1983)
- 21. April: Walter Bartram, deutscher Politiker († 1971)
- 21. April: Walter Christaller, deutscher Geograf († 1969)
- 21. April: Émile Gour, kanadischer Sänger und Chorleiter († 1970)
- 21. April: Pierre Jamet, französischer Harfenist und Musikpädagoge († 1991)
- 23. April: Adolf Cillien, deutscher Politiker, MdB († 1960)
- 23. April: Frank Borzage, US-amerikanischer Filmregisseur († 1962)
- 23. April: Willi Busch, deutscher Schauspieler († 1951)
- 23. April: Mahmūd Schaltūt, ägyptischer islamischer Rechtsgelehrter († 1963)
- 25. April: Carola Giedion-Welcker, deutsch-schweizerische Kunsthistorikerin († 1979)
- 25. April: Svend Noldan, deutscher Maler und Dokumentarfilmregisseur († 1978)
- 26. April: Wunibald Kamm, deutscher Ingenieur und Aerodynamiker († 1966)
- 27. April: Dragoljub Draža Mihailović serbischer General († 1946)
- 29. April: Harold Clayton Urey, US-amerikanischer Chemiker († 1981)
- 29. April: Johann Reichhart, letzter deutscher Scharfrichter († 1972)
- 30. April: Gyula Breyer, ungarischer Schachmeister († 1921)
- 30. April: Jérôme Marcadanti, französischer Automobilrennfahrer († 1926)
- 30. April: Joachim von Ribbentrop, Politiker in der Zeit des NS-Regimes und Außenminister († 1946)

### Mai
- 02. Mai: Georg Heinrich Arcularius, deutscher Tierarzt († 1968)
- 02. Mai: Jean de Marguenat, französischer Regisseur, Drehbuchautor und Automobilrennfahrer († 1956)
- 03. Mai: François Camel, französischer Politiker und Widerstandskämpfer († 1941)
- 03. Mai: Konstantine Gamsachurdia, georgischer Schriftsteller († 1975)
- 05. Mai: Joseph Maria Lutz, deutscher Schriftsteller († 1972)
- 05. Mai: Farabundo Martí, Politiker und Revolutionär in El Salvador († 1932)
- 05. Mai: Willem Karel Mertens, niederländischer Arzt und Hygieniker († 1945)
- 06. Mai: Hinrich Wilhelm Kopf, erster Ministerpräsident von Niedersachsen († 1961)
- 06. Mai: José Calvo Sotelo, spanischer monarchistischer Politiker († 1936)
- 06. Mai: Marie Kahle, deutsche Pädagogin und Opfer der NS-Zeit († 1948)
- 06. Mai: Wilhelm Kohlhoff, deutscher Maler und Graphiker († 1971)
- 10. Mai: György Négyesy, ungarischer Schachspieler († 1992)
- 12. Mai: Otto Kühne, deutscher Kommandeur in der französischen Widerstandsbewegung Résistance († 1955)
- 13. Mai: Victor Cordero Gonzales, peruanischer Sänger und Komponist († 1949)
- 14. Mai: Jack Rice, US-amerikanischer Schauspieler († 1968)
- 16. Mai: Paul Amadeus Pisk, österreichischer Musikwissenschaftler und Komponist († 1990)
- 17. Mai: Kurt Diemer, deutscher Fußballspieler († 1953)
- 18. Mai: Friedrich Sieburg, deutscher Journalist, Schriftsteller und Literaturkritiker († 1964)
- 19. Mai: Władysław Raczkowski, polnischer Dirigent, Chorleiter, Organist und Pianist († 1959)
- 20. Mai: Ásmundur Sveinsson, isländischer Bildhauer († 1982)
- 27. Mai: Hendrik Gerard Bungenberg de Jong, niederländischer Chemiker († 1977)
- 28. Mai: Mina Witkojc, sorbische Dichterin und Publizistin († 1975)
- 29. Mai: Marga d’Andurain, französische Abenteuerin († 1948)
- 30. Mai: Aud Egede-Nissen, norwegische Schauspielerin († 1974)
- 30. Mai: Norman Cota, General der US-Army († 1971)
- 31. Mai: Elizabeth Coatsworth, US-amerikanische Schriftstellerin († 1986)
- 31. Mai: Jos van Son, niederländischer Fußballspieler († 1956)

### Juni
- 03. Juni: Hermann Buddensieg, deutscher Schriftsteller, Herausgeber und Übersetzer († 1976)
- 03. Juni: Assen Karastojanow, bulgarischer Komponist († 1976)
- 05. Juni: Albert Mähl, deutscher Schriftsteller und Journalist († 1970)
- 05. Juni: Georges-Émile Tanguay, kanadischer Organist, Komponist und Musikpädagoge († 1964)
- 06. Juni: Otto Pankok, deutscher Maler, Zeichner und Bildhauer († 1966)
- 07. Juni: Ludovic Feldman, rumänischer Komponist († 1987)
- 07. Juni: Oscar Torp, norwegischer sozialdemokratischer Politiker († 1958)
- 09. Juni: Samuel Nathaniel Behrman, US-amerikanischer Schriftsteller († 1973)
- 10. Juni: Hattie McDaniel, US-amerikanische Schauspielerin und Sängerin († 1952)
- 11. Juni: Karl Weissenberg, österreichischer Physiker und einer der ersten Rheologen († 1976)
- 12. Juni: Eliseo Grenet, kubanischer Pianist und Komponist († 1950)
- 13. Juni: Dorothy L. Sayers, englische Krimi-Schriftstellerin und Übersetzerin († 1957)
- 13. Juni: Reinhold Tiling, deutscher Ingenieur, Pilot und Raketenpionier († 1933)
- 16. Juni: Fritz Flandrak, österreichischer Rechtsanwalt und Schriftsteller († 1945)
- 16. Juni: Ernst Mengin, deutscher Philologe und Theologe († 1973)
- 17. Juni: Hermann Matern, deutscher Politiker († 1971)
- 19. Juni: Pierre Bacqueyrisses, französischer Unternehmer und Automobilrennfahrer († 1949)
- 19. Juni: Alois Šmolík, tschechoslowakischer Flugzeugkonstrukteur († 1952)
- 20. Juni: Wilhelm Zaisser, Minister für Staatssicherheit in der DDR († 1958)
- 21. Juni: Alois Hába, tschechischer Komponist († 1973)
- 23. Juni: Ernst Theodor Eichelbaum, deutscher Politiker, MdB († 1991)
- 24. Juni: Douglas McKay, US-amerikanischer Politiker († 1959)
- 24. Juni: Hermann Neubacher, österreichischer Wirtschaftsfachmann und Politiker († 1960)
- 24. Juni: Hans Sachtleben, deutscher Zoologe († 1967)
- 24. Juni: Hans Siburg, deutscher General († 1976)
- 25. Juni: Otto Lasch, deutscher Offizier der Wehrmacht († 1971)
- 27. Juni: Herbert Pfeiffer, deutscher General († 1976)
- 28. Juni: Florence Henri, US-amerikanische Malerin und Fotografin († 1982)
- 28. Juni: Hugo Scharnberg, deutscher Politiker († 1979)
- 29. Juni: Aarre Merikanto, finnischer Komponist († 1958)
- 29. Juni: Prasanta Chandra Mahalanobis, indischer Physiker und Statistiker († 1972)
- 30. Juni: Frits Eijken, niederländischer Ruderer († 1978)
- 30. Juni: Horst Wolfram Geißler, deutscher Schriftsteller († 1983)
- 30. Juni: Marianne Zoff, österreichische Opernsängerin und Schauspielerin († 1984)

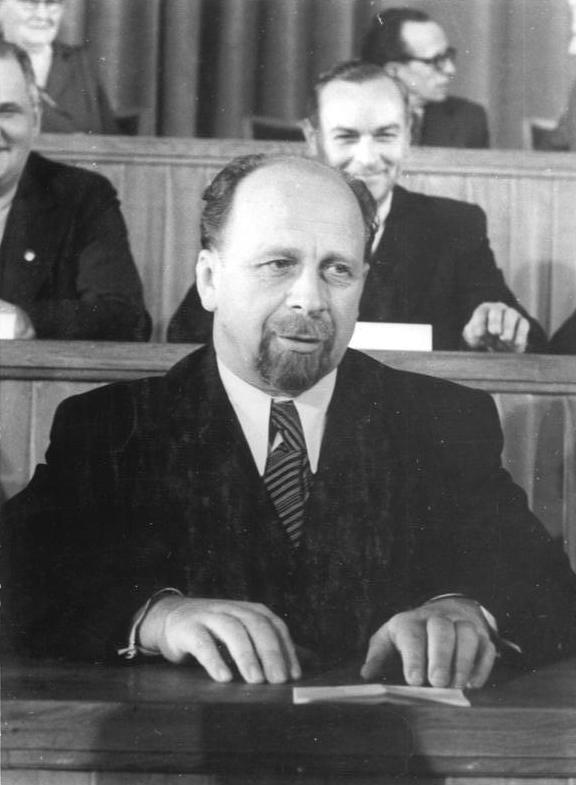
Walter Ulbricht, 1950

- 30. Juni: Walter Ulbricht, Staatsratsvorsitzender der DDR († 1973)

### Juli
- 01. Juli: Shishi Bunroku, japanischer Schriftsteller († 1969)
- 02. Juli: Johann-Volkmar Fisser, deutscher General († 1940)
- 03. Juli: Sándor Bortnyik, ungarischer Maler († 1976)
- 05. Juli: Giuseppe Caselli, italienischer Maler († 1976)
- 05. Juli: Leo Karl von Habsburg-Lothringen, österreichischer und polnischer Offizier († 1939)
- 05. Juli: Harry Hemley Plaskett, kanadischer Astronom († 1980)
- 05. Juli: Gustav Tweer, deutscher Kunstflieger und Flugpionier († 1916)
- 08. Juli: Fritz Perls, deutscher Psychiater und Psychotherapeut († 1970)
- 08. Juli: Nikola Petkow, bulgarischer Politiker († 1947)
- 08. Juli: Kay Glasson Taylor, australische Schriftstellerin († 1998)
- 10. Juli: Paul Ortwin Rave, deutscher Kunsthistoriker († 1962)
- 12. Juli: Hellmut Kretzschmar, deutscher Archivar und Historiker († 1965)
- 15. Juli: William Dieterle, deutscher Filmregisseur und Schauspieler († 1972)
- 15. Juli: Nurul Amin, pakistanischer Politiker († 1974)
- 16. Juli: Léopold Boissier, Schweizer Jurist, Präsident des Internationalen Komitees vom Roten Kreuz († 1968)
- 17. Juli: Andor Ákos, ungarisch-deutscher Architekt, Innenarchitekt, Maler und Grafiker († 1940)
- 17. Juli: Wilhelm Dieckmann, Widerstandskämpfer im Dritten Reich († 1944)
- 17. Juli: Justin Löwenthal, deutsch-US-amerikanischer Getreidegroßhändler und Opfer nationalsozialistischer Verfolgung († 1969)
- 18. Juli: Sophie Cossaeus, deutsche Schauspielerin († 1965)
- 18. Juli: Orrice Abram Murdock, US-amerikanischer Politiker († 1979)
- 19. Juli: Wladimir Wladimirowitsch Majakowski, russischer Dichter († 1930)
- 19. Juli: Boris Rajewsky, deutscher Biophysiker und Strahlenforscher († 1974)
- 21. Juli: Hans Fallada, deutscher sozialkritischer Schriftsteller († 1947)
- 21. Juli: Margarete Sommer, deutsche Sozialarbeiterin, Gerechte unter den Völkern († 1965)
- 22. Juli: Dagoberto Godoy, chilenischer Pilot, der als Erster die Anden überflog († 1960)
- 23. Juli: Heinrich Imig, deutscher Politiker († 1956)
- 23. Juli: Stephan Westmann, deutscher Mediziner († 1964)
- 25. Juli: Carlo Confalonieri, italienischer Kardinal († 1986)
- 25. Juli: Hans Hoffmann, deutscher Politiker († 1952)
- 25. Juli: Wilhelm Cleven, Weihbischof in Köln († 1983)

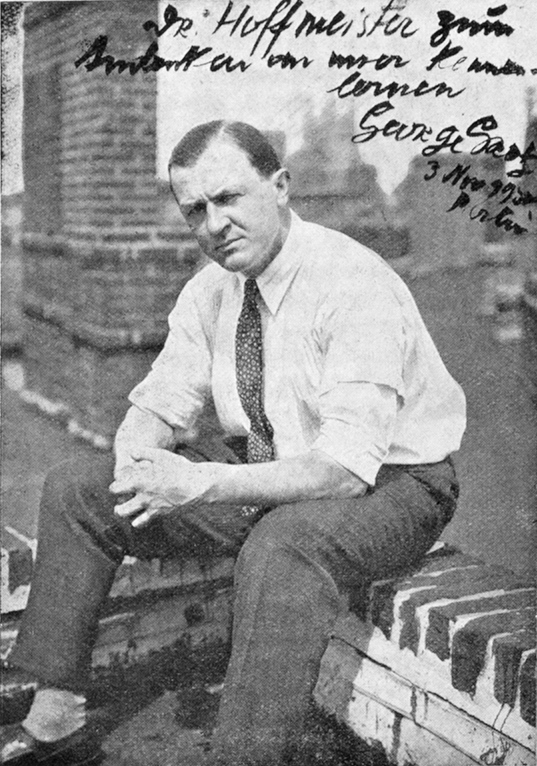
George Grosz, 1930

- 26. Juli: George Grosz, deutscher Maler und Grafiker († 1959)
- 28. Juli: Meinrad Inglin, Schweizer Schriftsteller († 1971)
- 28. Juli: Rued Langgaard, dänischer Komponist und Organist († 1952)
- 29. Juli: Josef Papesch, österreichischer Schriftsteller und Kulturpolitiker († 1968)
- 30. Juli: Hyazinth Graf Strachwitz, deutscher General und Panzerkommandeur der Wehrmacht († 1968)
- 30. Juli: Rudolf Paul, Landespräsident von Thüringen († 1978)
- 31. Juli: Paul Leverkuehn, deutscher Politiker († 1960)

### August
- 01. August: Alexandros I., König von Griechenland († 1920)
- 01. August: Anton Wurzer, deutscher Mundartdichter († 1955)
- 04. August: Herman Andrew Affel, US-amerikanischer Elektrotechniker, Miterfinder des Koaxialkabels († 1972)
- 05. August: Heinrich Zimmermann, deutscher Politiker († 1963)
- 07. August: Fritz Grantze, deutscher Politiker († 1966)
- 08. August: Ludwig Grote, deutscher Kunsthistoriker († 1974)
- 09. August: Heinrich Aschoff, deutscher Landwirt und Gerechter unter den Völkern († 1958)
- 10. August: Enrique Clemente Armand-Ugón, uruguayischer Jurist († 1984)
- 10. August: Erich Behnke, deutscher Politiker († 1977)
- 10. August: Douglas Moore, US-amerikanischer Komponist († 1969)
- 12. August: Edwin Bauersachs, deutsche Mundartdichter († 1948)
- 12. August: Willy Marschler, deutscher nationalsozialistischer Politiker († 1952)
- 13. August: Friedrich Sieber, deutscher Pädagoge und Volkskundler († 1973)
- 16. August: Hans Koch, deutscher Jurist und Widerstandskämpfer († 1945)
- 17. August: Walter Noddack, deutscher Chemiker († 1960)
- 17. August: Paul Schultheiss, deutscher General († 1944)

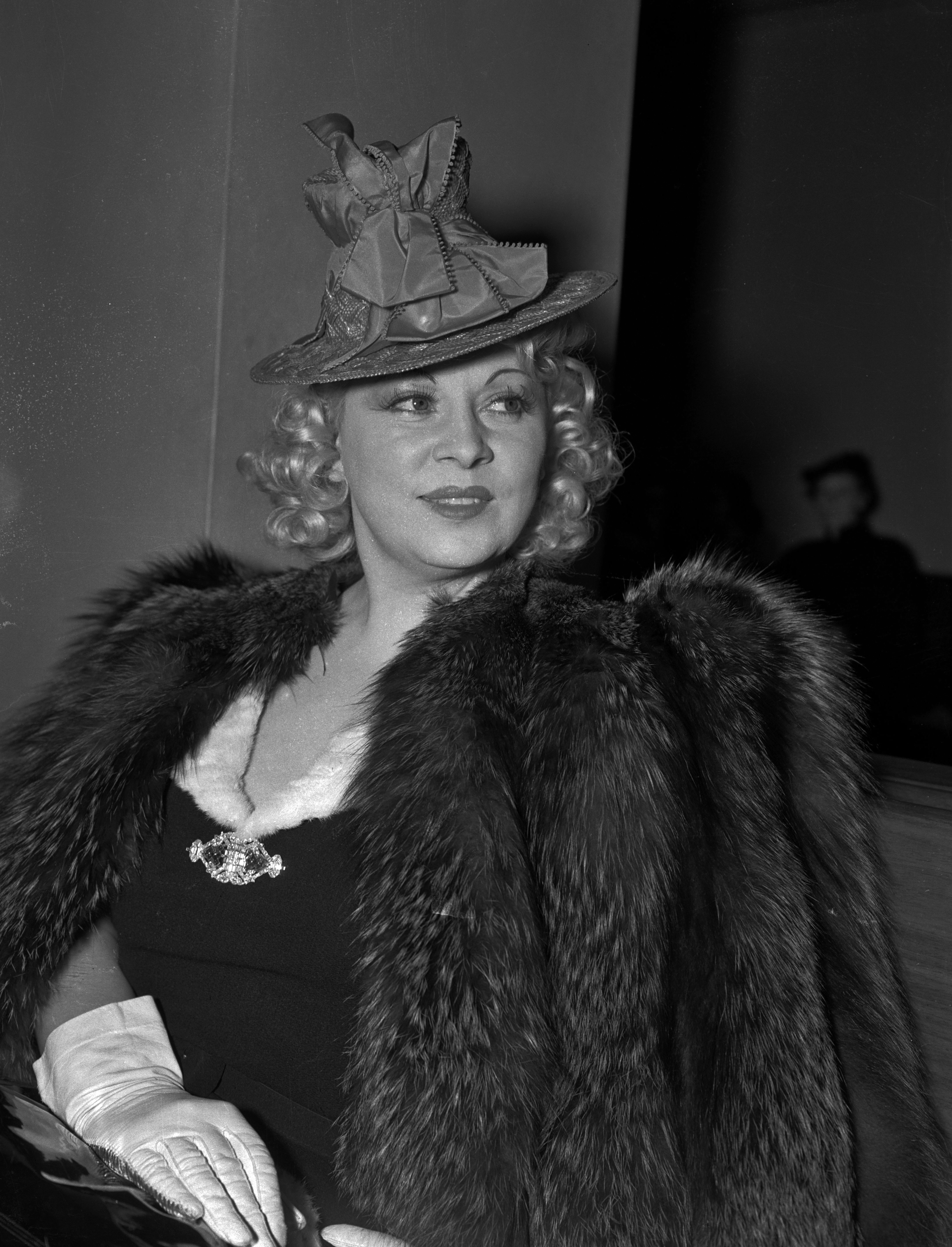
Mae West (1940)

- 17. August: Mae West, US-amerikanische Filmschauspielerin und Drehbuchautorin († 1980)
- 18. August: Burleigh Grimes, US-amerikanischer Sportler († 1985)
- 18. August: Ernest MacMillan, kanadischer Komponist, Dirigent, Organist und Musikpädagoge († 1973)
- 19. August: Richard Reitzner, deutscher Politiker († 1962)
- 20. August: Robert Humphreys, US-amerikanischer Politiker († 1977)
- 21. August: Lili Boulanger, französische Komponistin († 1918)
- 22. August: Dorothy Parker, US-amerikanische Schriftstellerin († 1967)
- 22. August: Ernst Waldow, deutscher Schauspieler († 1964)
- 25. August: Maxim Dormidontowitsch Michailow, russischer bzw. sowjetischer Opernsänger und Schauspieler († 1893)
- 26. August: Johannes Kleinhappl, katholischer Priester und Moraltheologe († 1979)
- 27. August: Victor Heerman, US-amerikanischer Regisseur und Drehbuchautor († 1977)
- 27. August: Herbert Jilski, deutscher Polizeigeneral († 1979)
- 28. August: Hans Theodor Gustav Atmer, deutscher Architekt († 1982)
- 28. August: Lawrence Benjamin Brown, US-amerikanischer Pianist und Arrangeur († 1973)
- 29. August: Joseph B. Johnson, US-amerikanischer Politiker († 1986)
- 31. August: Raymond Earl Baldwin, US-amerikanischer Politiker († 1986)
- 31. August: José María Granada, spanischer Dramatiker, Drehbuchautor und Regisseur († 1960)
- 31. August: Lily Laskine, französische Harfenistin († 1988)
- 31. August: Georg Thumshirn, deutscher Motorradrennfahrer († 1955)

### September
- 01. September: François Charrière, Bischof im Bistum Lausanne-Genf-Freiburg († 1976)
- 02. September: Ilse Friedleben, deutsche Tennisspielerin († 1963)
- 04. September: Franz Honner, österreichischer Politiker († 1964)
- 06. September: Irving Bacon, US-amerikanischer Schauspieler († 1965)
- 06. September: John W. Bricker, US-amerikanischer Politiker († 1986)
- 07. September: Hanna Bekker vom Rath, deutsche Mäzenin († 1983)
- 08. September: Anton Andergassen, österreichischer Geistlicher Rat und Pfarrer († 1976)
- 08. September: Erik Reger, deutscher Schriftsteller († 1954)
- 09. September: Georgi Wassiljewitsch Florowski, russisch-orthodoxer Theologe († 1979)
- 10. September: Fritz Fink, deutscher Schriftsteller, Buchhändler und Heimatforscher († 1945)
- 10. September: Johanna Bormann, Wärterin in Konzentrationslagern († 1945)
- 10. September: Maria de Jesus, portugiesische Supercentenarian († 2009)
- 11. September: Douglas Hawkes, britischer Unternehmer und Automobilrennfahrer († 1974)
- 16. September: Albert von Szent-Györgyi Nagyrápolt, ungarischer Biochemiker († 1986)
- 16. September: Alexander Korda, ungarischer Regisseur († 1956)
- 18. September: Arthur Benjamin, australischer Komponist († 1960)
- 19. September: Wilhelm Arnoul, deutscher Politiker († 1964)
- 20. September: Hans Scharoun, deutscher Architekt († 1972)
- 21. September: Erna Scheffler, deutsche Juristin († 1983)
- 22. September: Hans Leip, deutscher Dichter, Schriftsteller († 1983)
- 22. September: Linus Kather, deutscher Politiker, MdB († 1983)
- 27. September: Birger Forell, schwedischer Pfarrer, Flüchtlingshelfer († 1958)
- 29. September: Harald Abatz, deutscher Politiker († 1954)
- 29. September: Friedrich von Röth, deutscher Jagdflieger im Ersten Weltkrieg († 1918)
- 30. September: Otto Wernicke, deutscher Schauspieler († 1965)

### Oktober
- 01. Oktober: Marianne Brandt, deutsche Malerin, Bildhauerin und Designerin († 1983)
- 01. Oktober: Yip Man, chinesischer Wing-Chun-Großmeister († 1972)
- 02. Oktober: Orland Kay Armstrong, US-amerikanischer Politiker († 1987)
- 03. Oktober: Clara Thompson, US-amerikanische Ärztin und Psychoanalytikerin († 1958)
- 03. Oktober: Hans Piekenbrock, deutscher General († 1959)
- 05. Oktober: Lajos Czeizler, ungarischer Fußballtrainer († 1969)
- 06. Oktober: Milton Ager, US-amerikanischer Komponist († 1979)
- 06. Oktober: Ernst Gäumann, Schweizer Botaniker, Mykologe, Universitätsprofessor († 1963)
- 06. Oktober: Günther Gereke, deutscher Jurist und Politiker († 1970)
- 08. Oktober: Orovida Camille Pissarro, britische Malerin († 1968)
- 08. Oktober: Jaime Torrent, chilenischer Maler († 1925)

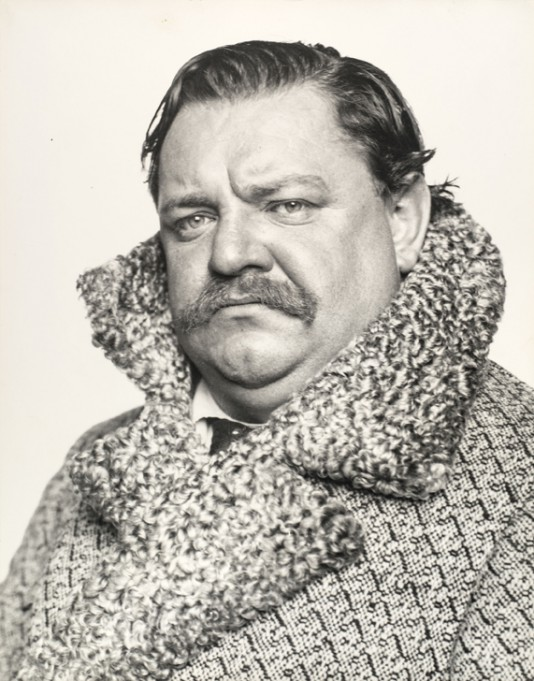
Heinrich George

- 09. Oktober: Heinrich George, deutscher Schauspieler († 1946)
- 09. Oktober: Mário Raúl de Morais Andrade, brasilianischer Schriftsteller und Lyriker († 1945)
- 10. Oktober: Willi Apel, US-amerikanischer Musikwissenschaftler († 1988)
- 10. Oktober: Mela Spira, österreichische Schauspielerin und Schriftstellerin († 1967)
- 11. Oktober: Andreas Gayk, deutscher Politiker († 1954)
- 12. Oktober: Matthias Joseph Mehs, deutscher Politiker und Heimatschriftsteller († 1976)
- 13. Oktober: Hans Severus Ziegler, deutscher Publizist, Intendant, Lehrer und NS-Funktionär († 1978)
- 13. Oktober: Kurt Reidemeister, deutscher Mathematiker († 1971)

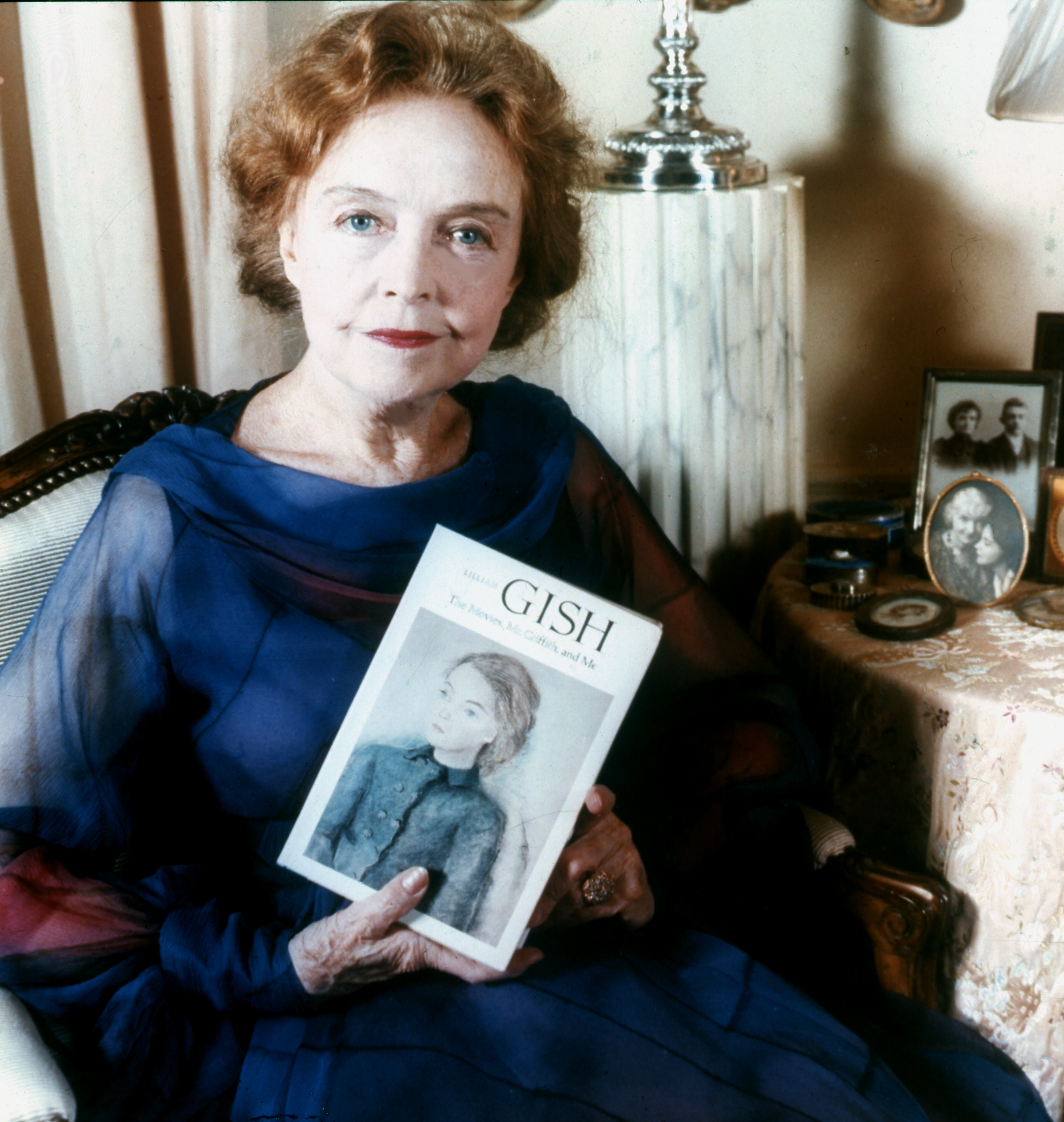
Lillian Gish

- 14. Oktober: Lillian Gish, US-amerikanische Schauspielerin († 1993)
- 15. Oktober: Carol II., König von Rumänien († 1953)
- 17. Oktober: Fritz Ascher, deutscher Expressionist († 1970)
- 18. Oktober: Roy Del Ruth, US-amerikanischer Regisseur († 1961)
- 19. Oktober: Henri Mignet, französischer Flugzeugkonstrukteur und Pilot († 1965)
- 20. Oktober: Jomo Kenyatta, kenianischer Ministerpräsident († 1978)
- 20. Oktober: Lyman Young, US-amerikanischer Cartoonist und Comiczeichner († 1984)
- 22. Oktober: Ernst Julius Öpik, estnischer Astronom († 1985)
- 23. Oktober: Jean Acker, US-amerikanische Schauspielerin († 1978)
- 23. Oktober: Jean Absil, belgischer Komponist und Professor († 1974)
- 24. Oktober: Kurt Huber, deutscher Professor, Volksliedforscher, Mitglied der Weißen Rose († 1943)
- 25. Oktober: Friedrich Liebling, österreichischer Psychologe († 1982)
- 26. Oktober: Miloš Crnjanski, ungarischer Dichter, Erzähler, Reiseautor und Bühnendichter († 1977)
- 26. Oktober: Andreas Predöhl, deutscher Ökonom († 1974)
- 27. Oktober: Werner Kuhnt, deutscher Fußballspieler († 1970)
- 28. Oktober: René Ahrlé, deutscher Grafiker, Maler und Fotograf († 1976)
- 28. Oktober: Paul Arendt, deutscher Ingenieur († 1968)
- 28. Oktober: Karl Farkas, österreichischer Schauspieler und Kabarettist († 1971)
- 30. Oktober: Roland Freisler, Richter und Präsident des Volksgerichtshofes († 1945)
- 30. Oktober: Willy Maertens, deutscher Schauspieler, Theaterregisseur und Theaterintendant († 1967)

### November
- 01. November: Alois Ederer, deutscher Schachproblemkomponist († 1959)
- 01. November: Andreas Paul Weber, deutscher Lithograph, Zeichner und Maler († 1980)
- 02. November: Battista Pininfarina, italienischer Automobildesigner († 1966)
- 03. November: Angelo Jelmini, Schweizer apostolischer Administrator († 1968)
- 03. November: Carl Stephenson, österreichisch-deutscher Autor und Verleger († 1983)
- 05. November: Raymond Dubly, französischer Fußballspieler († 1988)
- 05. November: Raymond Loewy, französischer Industriedesigner († 1986)
- 06. November: Edsel Ford, US-amerikanischer Unternehmer, Sohn von Henry Ford († 1943)
- 08. November: Prajadhipok, König von Siam (1925–1935) († 1941)
- 10. November: John Phillips Marquand, US-amerikanischer Schriftsteller († 1960)
- 10. November: Karl Nag, norwegischer Ruderer († 1975)
- 11. November: Paul von Guilleaume, deutscher Automobilrennfahrer und Motorsportfunktionär († 1970)
- 12. November: Ecka Possekel-Oelsner, deutsche Malerin († 1962)
- 13. November: Karimeh Abbud, palästinensisch-israelische Fotografin († 1940)
- 13. November: Edward Adelbert Doisy, US-amerikanischer Biochemiker († 1986)
- 13. November: Reuven Rubin, rumänischstämmiger, israelischer Maler, israelischer Botschafter in Rumänien († 1974)
- 14. November: Tommy Milton, US-amerikanischer Automobilrennfahrer († 1962)
- 14. November: Philipp II. von Württemberg, deutscher Adliger († 1975)
- 15. November: Carlo Emilio Gadda, italienischer Schriftsteller († 1973)
- 17. November: Max Barthel, deutscher Schriftsteller († 1975)
- 17. November: Georg Pahl, deutscher Schauspieler und Hörspielsprecher († 1957)
- 19. November: Eduard van Arkel, niederländischer Chemiker († 1976)
- 19. November: Gerard Boedijn, niederländischer Komponist und Lehrer († 1972)
- 21. November: Ernst Grünfeld, österreichischer Schachgroßmeister († 1962)
- 22. November: Hannah von Bredow, deutsche Gegnerin des Nationalsozialismus († 1971)
- 22. November: Raymond Collishaw, englischer Militärpilot und Befehlshaber († 1976)
- 22. November: Harley Earl, US-amerikanischer Fahrzeugdesigner († 1969)
- 22. November: Lasar Moissejewitsch Kaganowitsch, sowjetischer Politiker († 1991)
- 22. November: Frederick Henry Mueller, US-amerikanischer Politiker († 1976)
- 23. November: Marion Bayard Folsom, US-amerikanischer Politiker († 1976)
- 24. November: Fern Andra, US-amerikanische Schauspielerin, Artistin, Regisseurin, Drehbuchautorin († 1974)
- 25. November: Max de Pourtalès, französischer Automobilrennfahrer († 1935)
- 25. November: Wendelin Überzwerch, deutscher Schriftsteller († 1962)
- 27. November: Carlos Alberto Arroyo del Río, ecuadorianischer Präsident († 1969)
- 27. November: Max Burghardt, deutscher Intendant, Vorsitzender des Kulturbundes der DDR († 1977)
- 27. November: Dwight Griswold, US-amerikanischer Politiker († 1954)
- 27. November: Stanisław Wiechowicz, polnischer Komponist († 1963)
- 28. November: Zenzi Hölzl, österreichische Politikerin, erste Bürgermeisterin einer österreichischen Stadtgemeinde († 1958)

### Dezember
- 01. Dezember: Robert Doutrebente, französischer Automobilrennfahrer († 1979)
- 01. Dezember: Ernst Toller, deutscher Politiker, Revolutionär und Schriftsteller († 1939)
- 02. Dezember: Raoul Paquet, kanadischer Organist, Musikpädagoge und Komponist († 1946)
- 02. Dezember: Walter Risse, deutscher Fußballspieler († 1969)
- 02. Dezember: Luise Straus-Ernst, deutsche Kunsthistorikerin, Journalistin und Künstlerin († 1944)
- 02. Dezember: Robert Talbot, kanadischer Violinist, Musikpädagoge und Komponist († 1954)
- 06. Dezember: Lise Gujer, Schweizer Textilkünstlerin († 1967)
- 07. Dezember: Fay Bainter, US-amerikanische Schauspielerin († 1968)
- 07. Dezember: Hermann Balck, deutscher General († 1982)
- 07. Dezember: Demetrius Constantine Dounis, griechischer Geiger und Musikpädagoge († 1954)
- 08. Dezember: Karl Ausch, österreichischer Nationalökonom, Journalist und Funktionär († 1976)
- 09. Dezember: Albert Abicht, deutscher Landwirt und Politiker († 1973)
- 09. Dezember: Dom Paul Benoît, Luxemburger Komponist († 1979)
- 10. Dezember: Walter Rein, deutscher Komponist († 1955)

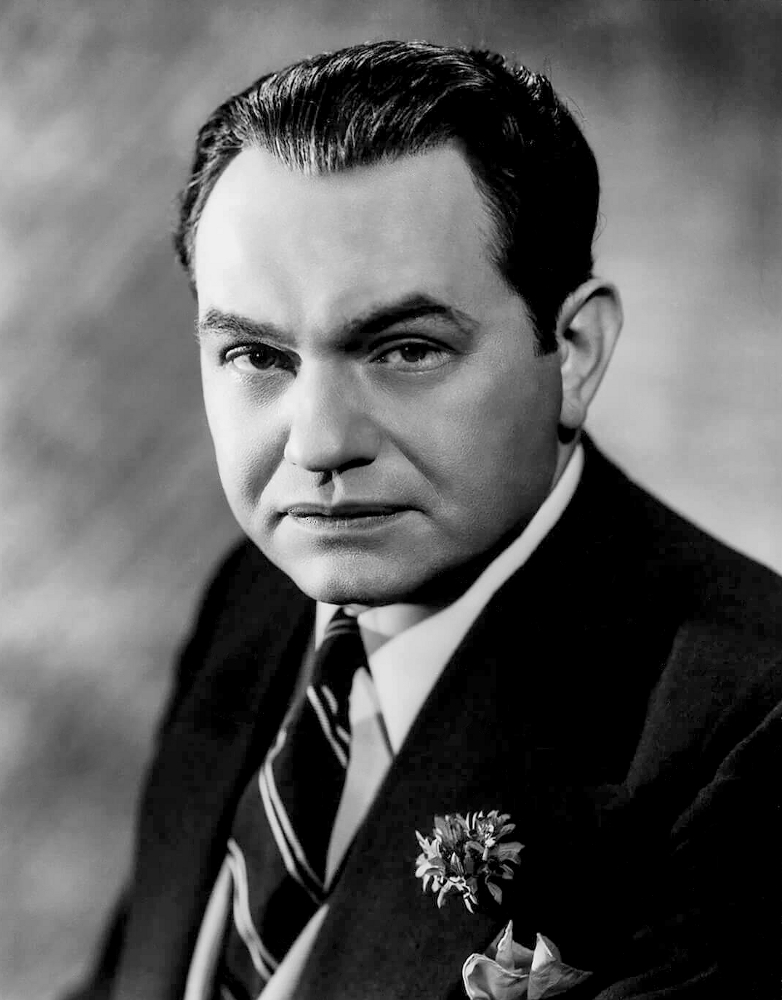
Edward G. Robinson

- 12. Dezember: Edward G. Robinson, US-amerikanischer Schauspieler († 1973)
- 16. Dezember: Giulio Aquila, ungarischer Funktionär († 1943)
- 16. Dezember: Georges Truc, französischer Dirigent († 1941)
- 17. Dezember: Josef Fehler, deutscher Widerstandskämpfer gegen den Nationalsozialismus und Märtyrer († 1945)
- 17. Dezember: Erwin Piscator, deutscher Regisseur und Theaterleiter († 1966)
- 17. Dezember: Petre Sergescu, rumänischer Mathematiker und Mathematikhistoriker († 1954)
- 20. Dezember: Stephen Morehouse Avery, US-amerikanischer Drehbuchautor († 1948)
- 20. Dezember: Ludwig Schneider, deutscher Politiker († 1977)
- 20. Dezember: Wilhelm Hollbach, deutscher Politiker und Journalist († 1962)
- 21. Dezember: Dietzenschmidt, deutscher Dramatiker († 1955)
- 21. Dezember: Franz Joseph von Thurn und Taxis, deutscher Adliger, seit 1953 Oberhaupt der Thurn und Taxis († 1971)
- 22. Dezember: Ulrich Buchholz, deutscher General († 1974)
- 23. Dezember: Hans Schmidt, deutscher Fußballspieler und -trainer († 1971)
- 24. Dezember: Wout Buitenweg, niederländischer Fußballspieler († 1976)
- 26. Dezember: Elisabet van Randenborgh, deutsche Schriftstellerin († 1983)

Mao Zedong

- 26. Dezember: Mao Zedong, chinesischer Politiker († 1976)
- 26. Dezember: Jauhen Zikozki, belarussischer Komponist († 1970)
- 28. Dezember: Ernst Römer, österreichisch-mexikanischer Dirigent, Musikpädagoge und Komponist († 1974)
- 28. Dezember: Freddie Spruell, US-amerikanischer Bluesmusiker († 1956)
- 29. Dezember: Berthold Bartosch, deutscher Animator und Filmregisseur († 1968)
- 29. Dezember: Andrée Lehmann, französische Rechtsanwältin und Feministin († 1971)
- 30. Dezember: Queenie Paul, australische Schauspielerin, Sängerin und Tänzerin († 1982)
- 31. Dezember: Mina Amann, deutsche Gewerkschafterin und Politikerin († 1966)
- 31. Dezember: Friedrich Christian von Sachsen, deutscher Adeliger, Chef des Hauses Wettin († 1968)

### Genaues Geburtsdatum unbekannt
- John Avena, US-amerikanischer Krimineller († 1936)
- Manuel Gallinato, chilenischer Maler († 1968)
- Carlos Manuel García Vila, dominikanischer Geiger und Musikpädagoge († 1919)
- Ludwig Meybert, deutscher Schauspieler, Theaterregisseur und Hörspielsprecher († 1961)
- Rafael Oropesa, spanischer Musiker und Kommunist († 1944)

## Gestorben

### Januar bis April
- 02. Januar: Johann Jakob Mezger, Schweizer evangelischer Geistlicher und Heimatforscher (* 1817)
- 05. Januar: Tommaso Agudio, italienischer Ingenieur (* 1827)
- 06. Januar: Angelo Baroffio, Schweizer Jurist und Politiker (* 1815)
- 07. Januar: Josef Stefan, österreichischer Mathematiker und Physiker (* 1835)
- 10. Januar: Alexis André, kanadischer Priester und Missionar (* 1832)
- 11. Januar: Benjamin Franklin Butler, US-amerikanischer General (* 1818)
- 11. Januar: John E. Kenna, US-amerikanischer Politiker (* 1848)
- 12. Januar: Karl Hill, deutscher Opernsänger (* 1831)
- 13. Januar: Melitta Otto-Alvsleben, deutsche Sängerin (* 1842)
- 17. Januar: Karl Anrather, Tiroler Maler (* 1861)
- 17. Januar: Rutherford B. Hayes, Präsident der USA (* 1822)
- 19. Januar: Stefan Augsburger, österreichischer Lyriker, Priester und Politiker (* 1856)
- 22. Januar: Vinzenz Lachner, deutscher Komponist und Dirigent (* 1811)
- 22. Januar: Kawatake Mokuami, japanischer Kabuki-Autor (* 1816)
- 23. Januar: John W. Hall, US-amerikanischer Politiker (* 1817)
- 23. Januar: José Zorrilla y Moral, spanischer Dichter und Dramatiker (* 1817)
- 27. Januar: James Campbell, US-amerikanischer Politiker (* 1812)
- 01. Februar: Joseph P. Comegys, US-amerikanischer Politiker (* 1813)
- 02. Februar: Carl Christoffer Georg Andræ, dänischer Politiker (* 1812)
- 07. Februar: Johannes August Speltz, Frankfurter Jurist und Politiker (* 1823)
- 14. Februar: Ludwig Lindenschmit der Ältere, deutscher Prähistoriker, Historienmaler und Lithograph (* 1809)
- 17. Februar: Ethelbert Barksdale, US-amerikanischer Politiker (* 1824)
- 19. Februar: Gerson Bleichröder, deutscher Bankier (* 1822)
- 19. Februar: George Eliphaz Spencer, US-amerikanischer Politiker (* 1836)
- 20. Februar: Pierre Gustave Toutant Beauregard, General der Konföderierten Staaten von Amerika (* 1818)
- 27. Februar: Charles Clifford, neuseeländischer Politiker (* 1813)
- 02. März: Richard M. Bishop, US-amerikanischer Politiker (* 1812)
- 05. März: Ali ibn Said, Sultan von Sansibar (* 1854)
- 05. März: Hippolyte Taine, französischer Kritiker und Historiker (* 1828)
- 06. März: Charles Lebouc, französischer Cellist (* 1822)
- 09. März: Disma Fumagalli, italienischer Komponist und Musikpädagoge (* 1826)
- 11. März: Aaron F. Perry, US-amerikanischer Politiker (* 1815)
- 13. März: Louis Cabat, französischer Landschaftsmaler (* 1812)
- 18. März: David H. Armstrong, US-amerikanischer Politiker (* 1812)
- 18. März: Tomás León, mexikanischer Komponist und Pianist (* 1826)
- 22. März: Eli May Saulsbury, US-amerikanischer Politiker (* 1817)
- 23. März: Philipp Ludwig Adam, deutscher Unternehmer und Politiker (* 1813)
- 28. März: Xavier Boisselot, französischer Komponist und Klavierbauer (* 1811)
- 03. April: Achille Apolloni, italienischer Kardinal (* 1812)
- 04. April: Karl Eduard Aeschlimann, Schweizer Hofarchitekt (* 1808)
- 04. April: David Meriwether, US-amerikanischer Politiker (* 1800)
- 05. April: Cäsar Albano Kletke, deutscher Pädagoge (* 1805)
- 14. April: Carl Heinrich Hübler, deutscher Hornist und Komponist (* 1822)
- 15. April: Jean Dufresne, deutscher Schachmeister und -autor (* 1829)
- 15. April: Rudolf Radecke, deutscher Komponist, Chorleiter und Musikpädagoge (* 1829)
- 20. April: Robert Hartmann, deutscher Mediziner und Ethnologe (* 1832)
- 21. April: Richard Lee Turberville Beale, US-amerikanischer Politiker, Jurist und Brigadegeneral der Konföderierten (* 1819)
- 22. April: Franziska Berg, deutsche Schauspielerin (* 1813)

### Mai bis August
- 01. Mai: Alexander Kaufmann, deutscher Schriftsteller (* 1817)
- 01. Mai: Wilhelm Schubert, badischer Kaufmann und Politiker (* 1813)
- 03. Mai: Adolph Kießling, deutscher Altphilologe (* 1837)
- 04. Mai: James W. Patterson, US-amerikanischer Politiker (* 1823)
- 08. Mai: Adolf I. Georg Graf von Schaumburg-Lippe (* 1817)
- 13. Mai: Nicolaus Schrickel, deutscher Orgelbauer und Bildschnitzer (* 1820)
- 14. Mai: Ernst Eduard Kummer, deutscher Mathematiker (* 1810)
- 18. Mai: Robert Whitaker McAll, britischer kongrealististischer Pastor, Evangelist, Sozialreformer und Gründer der Mission populaire évangélique (* 1821)
- 23. Mai: Anton von Schmerling, österreichischer Politiker und Jurist (* 1805)
- 27. Mai: Joseph Stöckle, deutscher Schriftsteller und Philologe (* 1844)
- 28. Mai: Felipe Villanueva, mexikanischer Komponist (* 1862)
- 05. Juni: Julio Popper, rumänischstämmiger Kartograph von Havanna, Freimaurer (* 1857)
- 07. Juni: Edwin Booth, US-amerikanischer Schauspieler (* 1833)
- 09. Juni: Franz Josef Schütky, aus Böhmen stammender Sänger, Komponist und Opernregisseur (* 1817)
- 12. Juni: George Gilbert Hoskins, US-amerikanischer Politiker (* 1824)
- 15. Juni: Ferenc Erkel, ungarischer Komponist (* 1810)
- 23. Juni: William Fox, Premierminister von Neuseeland (* 1812)
- 26. Juni: Konstantin Karlowitsch Albrecht, russischer Komponist (* 1836)
- 27. Juni: Hermann Wasserschleben, deutscher Rechtshistoriker und Politiker (* 1812)
- 29. Juni: Johann Anton Friedrich Baudri, Weihbischof und Generalvikar in Köln (* 1804)
- 06. Juli: Guy de Maupassant, französischer Schriftsteller und Dichter (* 1850)
- 10. Juli: Henry Nettleship, englischer klassischer Philologe (* 1839)
- 14. Juli: Karl Braun, deutscher Freihändler (* 1822)
- 18. Juli: William M. Stone, US-amerikanischer Politiker (* 1827)
- 21. Juli: Alfred Deléhelle, französischer Komponist (* 1826)
- 22. Juli: Ferdinand von Bauer, österreichisch-ukrainischer Kriegsminister (* 1825)
- 25. Juli: Paul d’Abrest, böhmischer Schriftsteller (* 1850)
- 31. Juli: Friedrich Witte, deutscher Apotheker, Fabrikant und Politiker (* 1829)
- 05. August: Friedrich Wilhelm Adami, deutscher Schriftsteller (* 1816)
- 06. August: Jean-Jacques Challet-Venel, Schweizer Politiker (* 1811)
- 07. August: Alfredo Catalani, italienischer Opern-Komponist (* 1854)
- 07. August: Gustav Godeffroy, deutscher Kaufmann und Hamburger Senator (* 1817)
- 11. August: Heinrich Eduard Schmieder, deutscher Theologe und Ehrenbürger Wittenbergs (* 1794)
- 12. August: Joseph Brunner, österreichischer Maler und Graphiker (* 1826)
- 16. August: Jean-Martin Charcot, französischer Neurologe (* 1825)
- 20. August: Alexander Wassilko von Serecki, österreichisch-rumänischer Politiker, Landeshauptmann des Herzogtums Bukowina (* 1827)
- 23. August: Michał Elwiro Andriolli, polnischer Maler und Architekt (* 1836)
- 25. August: Antonio Bossi, Schweizer Jurist und Politiker (* 1829)
- 27. August: Peter Mitterhofer, deutscher Zimmermann und Erfinder (Schreibmaschine) (* 1822)
- 28. August: Philipp Gustav Passavant, deutscher Arzt und Geheimer Sanitätsrat (* 1815)

### September bis Dezember
- 05. September: Hermann Hunaeus, deutscher Architekt (* 1812)
- 07. September: Jean-Etienne Dufour, Schweizer Unternehmer und Politiker (* 1840)
- 07. September: Hamilton Fish, US-amerikanischer Politiker (* 1808)
- 11. September: Adolphe Yvon, französischer Maler (* 1817)
- 14. September: Louis Ruchonnet, Schweizer Politiker (* 1834)
- 15. September: Hermann Sauppe, deutscher Altphilologe und Epigraphiker (* 1809)

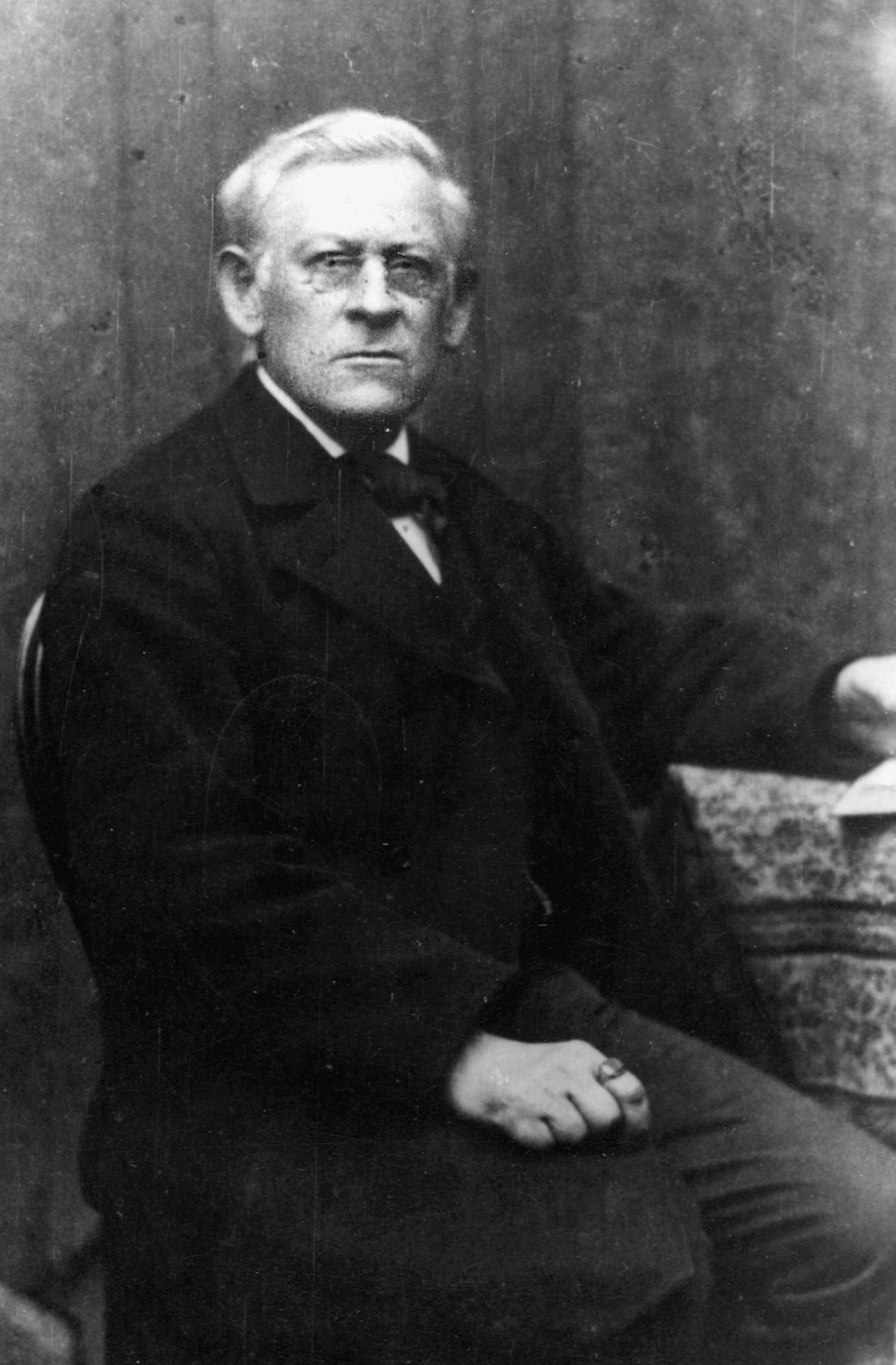
Michael Rostock

- 17. September: Michael Rostock, sorbischer Botaniker und Entomologe (* 1821)
- 18. September: Christoph Arnold, deutscher Politiker (* 1839)
- 25. September: Louise von François, deutsche Schriftstellerin (* 1817)
- 25. September: Adam Miłaszewski, polnischer Theaterleiter, Regisseur und Schauspieler (* 1827)
- 01. Oktober: Carl Rasmussen, dänischer Maler (* 1841)
- 03. Oktober: Edwin Nil, Schweizer evangelischer Geistlicher (* 1833)
- 05. Oktober: James Black Groome, US-amerikanischer Politiker (* 1838)
- 11. Oktober: Ford Madox Brown, britischer Maler (* 1821)
- 17. Oktober: Patrice de Mac-Mahon, Marschall von Frankreich und zweiter Präsident der Dritten Republik (* 1808)
- 18. Oktober: Charles Gounod, französischer Komponist (* 1818)
- 18. Oktober: Lucy Stone, US-amerikanische Frauenrechtlerin und Abolitionistin (* 1818)
- 18. Oktober: Johann Rudolf von Toggenburg, Schweizer Jurist und Politiker (* 1818)
- 19. Oktober: John Livingston Nevius, US-amerikanischer presbyterianischer Missionar (* 1829)
- 24. Oktober: Julius Tafel, deutscher Unternehmer in Nürnberg (* 1827)
- 27. Oktober: Friedrich Wilhelm Dörpfeld, deutscher Pädagoge (* 1824)
- 30. Oktober: John Abbott, der erste „einheimische“ kanadische Premierminister (* 1821)
- 30. Oktober: Karl Bodmer, Schweizer Maler (* 1809)
- 01. November: Jan Matejko, polnischer Maler (* 1838)

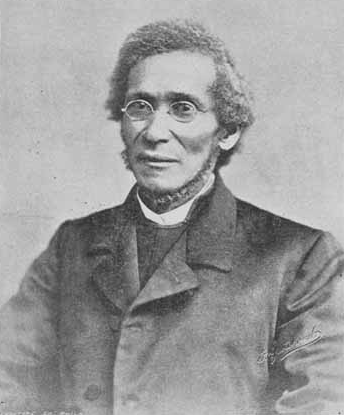
Daniel Payne, 1888

- 02. November: Daniel Payne, US-amerikanischer Bischof, erster afroamerikanischer College-Präsident (* 1811)

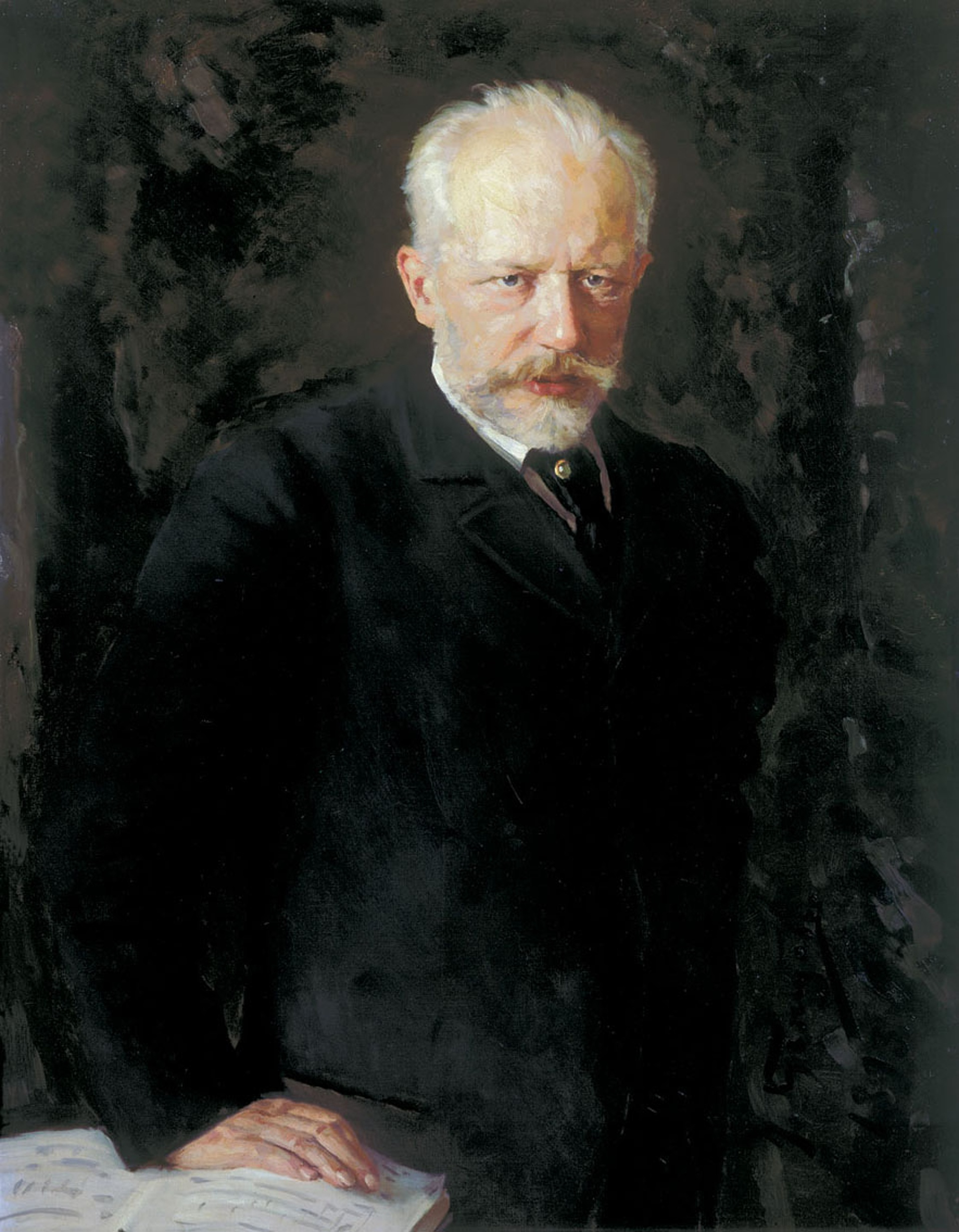
Pjotr Tschaikowski, 1893

- 06. November: Pjotr Tschaikowski, russischer Komponist (* 1840)
- 08. November: Ernest Cahen, französischer Organist und Komponist (* 1828)
- 09. November: Hermann August Hagen, deutscher Entomologe (* 1817)
- 11. November: Charles Henry Bell, US-amerikanischer Politiker (* 1823)
- 12. November: Alexander von Bach, österreichischer Politiker (* 1813)
- 13. November: Arnaud-Michel d’Abbadie, französischer Geograph (* 1815)
- 20. November: Kalle Løchen, norwegischer Maler und Theaterschauspieler (* 1865)
- 21. November: Morgan C. Hamilton, US-amerikanischer Politiker (* 1809)
- 21. November: Jeremiah McLain Rusk, US-amerikanischer Politiker (* 1830)
- 23. November: Mariana Grajales, kubanische Freiheitskämpferin der Unabhängigkeitskriege (* 1815)
- 24. November: John J. Jacob, US-amerikanischer Politiker (* 1829)
- 01. Dezember: Anton Anno, deutscher Schauspieler, Regisseur, Theaterdirektor und Dramatiker (* 1838)
- 01. Dezember: Eduard Franck, deutscher Komponist (* 1817)
- 02. Dezember: Pauline Cushman, US-amerikanische Schauspielerin und Spionin der Nordstaaten im Amerikanischen Bürgerkrieg (* 1833)
- 04. Dezember: Heinrich Göbel, deutsch-amerikanischer Erfinder (* 1818)
- 04. Dezember: John Tyndall, irischer Physiker (* 1820)
- 09. Dezember: Nathan A. Farwell, US-amerikanischer Politiker (* 1812)
- 11. Dezember: Gustavus Frankenstein, deutschamerikanischer Landschaftsmaler, Mathematiker und Autor (* 1828)
- 13. Dezember: Adolph Godeffroy, deutscher Kaufmann und Mitbegründer der Hapag (* 1814)
- 14. Dezember: Carl Gotthilf Büttner, deutscher evangelischer Missionar, Pastor und Sprachwissenschaftler (* 1848)
- 21. Dezember: Alfred H. Littlefield, US-amerikanischer Politiker (* 1829)
- 23. Dezember: Gunnar Berg, norwegischer Maler (* 1863)
- 23. Dezember: Benedict Randhartinger, österreichischer Komponist und Hofkapellmeister (* 1802)
- 25. Dezember: Benjamin T. Biggs, US-amerikanischer Politiker (* 1821)
- 27. Dezember: Charles Merivale, englischer Historiker und Dekan der Kathedrale von Ely (* 1808)
- 30. Dezember: Samuel White Baker, englischer Afrikaforscher (* 1821)